# Liste der Biografien/Hass
Liste der Biografien |
Portal Biografien |
Personensuche
# |
A |
B |
C |
D |
E |
F |
G |
H |
I |
J |
K |
L |
M |
N |
O |
P |
Q |
R |
S |
T |
U |
V |
W |
X |
Y |
Z |
?
 
Ha |
Hd |
He |
Hi |
Hj |
Hk |
Hl |
Hm |
Hn |
Ho |
Hr |
Hs |
Ht |
Hu |
Hv |
Hw |
Hy
 
Haa |
Hab |
Hac |
Had |
Hae–Haf |
Hag |
Hah |
Hai |
Haj |
Hak |
Hal |
Ham |
Han |
Hao |
Hap |
Haq |
Har |
Has |
Hat |
Hau |
Hav |
Haw |
Hax |
Hay |
Haz
 
Hasa |
Hasb |
Hasc |
Hasd |
Hase |
Hasf |
Hasg |
Hash |
Hasi |
Hasj |
Hask |
Hasl |
Hasm |
Hasn |
Haso |
Hasp |
Hasq |
Hass |
Hast |
Hasu |
Hasv |
Hasw |
Hasz
Die Liste der Biografien führt alle Personen auf, die in der deutschsprachigen Wikipedia einen Artikel haben. Dieses ist eine Teilliste mit 559 Einträgen von Personen, deren Namen mit den Buchstaben „Hass“ beginnt.

## Hass
- Hass Christensen, Emil (1903–1982), dänischer Schauspieler
- Hass, Amira (* 1956), israelische Journalistin und Publizistin
- Hass, Andreas (* 1969), deutscher Drehbuchautor
- Hass, Berthold H. (* 1971), deutscher Ökonom
- Haß, Danny (* 1974), deutscher Fußballspieler
- Hass, Dieter (1934–1996), deutscher Chemiker
- Haß, Frank (* 1966), deutscher Didaktiker und Autor
- Haß, Franz (1781–1835), deutscher Regierungsbeamter
- Hass, Fritz (1864–1930), deutscher Maler, Illustrator, Karikaturist, Fotograf
- Hass, Fritz (1902–1994), deutscher Maler und Grafiker
- Hass, Gerald (* 1934), deutsch-US-amerikanischer Kinderarzt, Professor in Harvard
- Haß, Gerhard (* 1942), deutscher Jurist
- Hass, Gerhart (1931–2008), deutscher Historiker
- Hass, Gustav (1872–1932), deutscher Marineoffizier, zuletzt im Charakter eines Konteradmirals
- Hass, Hans (1919–2013), österreichischer Biologe und IchthyologeHans Hass (1919–2013)

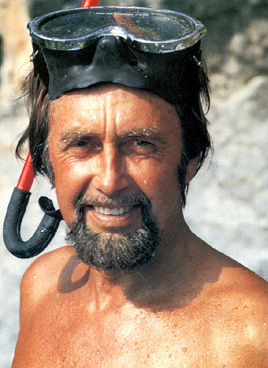
Hans Hass (1919–2013)

- Hass, Hans (* 1946), österreichisch-deutscher Schauspieler und Schlagersänger
- Hass, Hans-Egon (1916–1969), deutscher Jurist, Germanist und Hochschullehrer
- Haß, Hedwig (1902–1992), deutsche Florettfechterin
- Hass, Helmut (* 1919), deutscher Politiker (NPD), MdL
- Hass, Hieronymus Albrecht, deutscher Cembalobauer
- Haß, Hubert (* 1949), deutscher Konteradmiral
- Haß, Hugo (1912–2000), deutscher Generalmajor der Bundeswehr
- Hass, Ilse (1923–2015), deutsche Schlagersängerin
- Hass, Ilse (1941–1995), evangelische Theologin
- Hass, Johann Adolph, deutscher Cembalo- und Clavichordbauer
- Hass, Johannes († 1544), Stadtchronist und mehrmaliger Bürgermeister von Görlitz
- Hass, Johannes (1873–1945), deutscher Politiker und Gewerkschafter
- Hass, Jürgen (* 1949), deutscher Auswanderer, Kaufmann und ehemaliger Politiker (FDP)
- Hass, Karl (1912–2004), deutscher SS-Offizier und verurteilter Kriegsverbrecher
- Haß, Katja (* 1968), deutsche Bühnenbildnerin
- Hass, Lotte (1928–2015), österreichische Taucherin, Schauspielerin und Ehefrau des Naturforschers und Tauchpioniers Hans Hass
- Haß, Malte (1872–1916), preußischer Regierungsrat und Oberförster
- Hass, Martin (1883–1911), deutscher Historiker
- Haß, Matthias (* 1967), deutscher Verwaltungsjurist, Ministerialbeamter und Politiker (CDU), Sächsischer Staatsminister
- Haß, Matthias (* 1967), deutscher Komponist und Musikproduzent
- Hass, Otto (* 1938), deutscher Mathematiker mit den Spezialgebieten Finanzmathematik und Wirtschaftsmathematik
- Hass, Peter (1903–1975), deutscher Politiker (SPD), MdHB
- Hass, Robert (* 1941), US-amerikanischer Lyriker
- Hass, Sabine (1949–1999), deutsche Opernsängerin (Sopran)
- Haß, Siegfried (1898–1987), deutscher Generalleutnant im Zweiten Weltkrieg
- Haß, Torsten (* 1970), deutscher Bibliothekar und Autor
- Haß, Udo (* 1949), deutscher Fußballspieler
- Haß, Ulrich (1942–2024), deutscher Schauspieler und Hörspielsprecher
- Haß, Ulrike (* 1950), deutsche Theaterwissenschaftlerin
- Haß, Ulrike (* 1954), deutsche Germanistin
- Hass, Valentin († 1564), Bürgermeister von Görlitz
- Hass, Werner (1927–2017), deutscher Sänger

### Hassa
- Hassa, Christian (* 1976), deutscher Fußballspieler
- Hassa, Reinhardt (* 1952), deutscher Manager
- Hassabi, Maria (* 1973), zyprische Performancekünstlerin und Choreografin
- Hassabis, Demis (* 1976), britischer KI-Forscher, Manager, Neurowissenschaftler, Computerspiel-Designer und SchachspielerDemis Hassabis (* 1976)

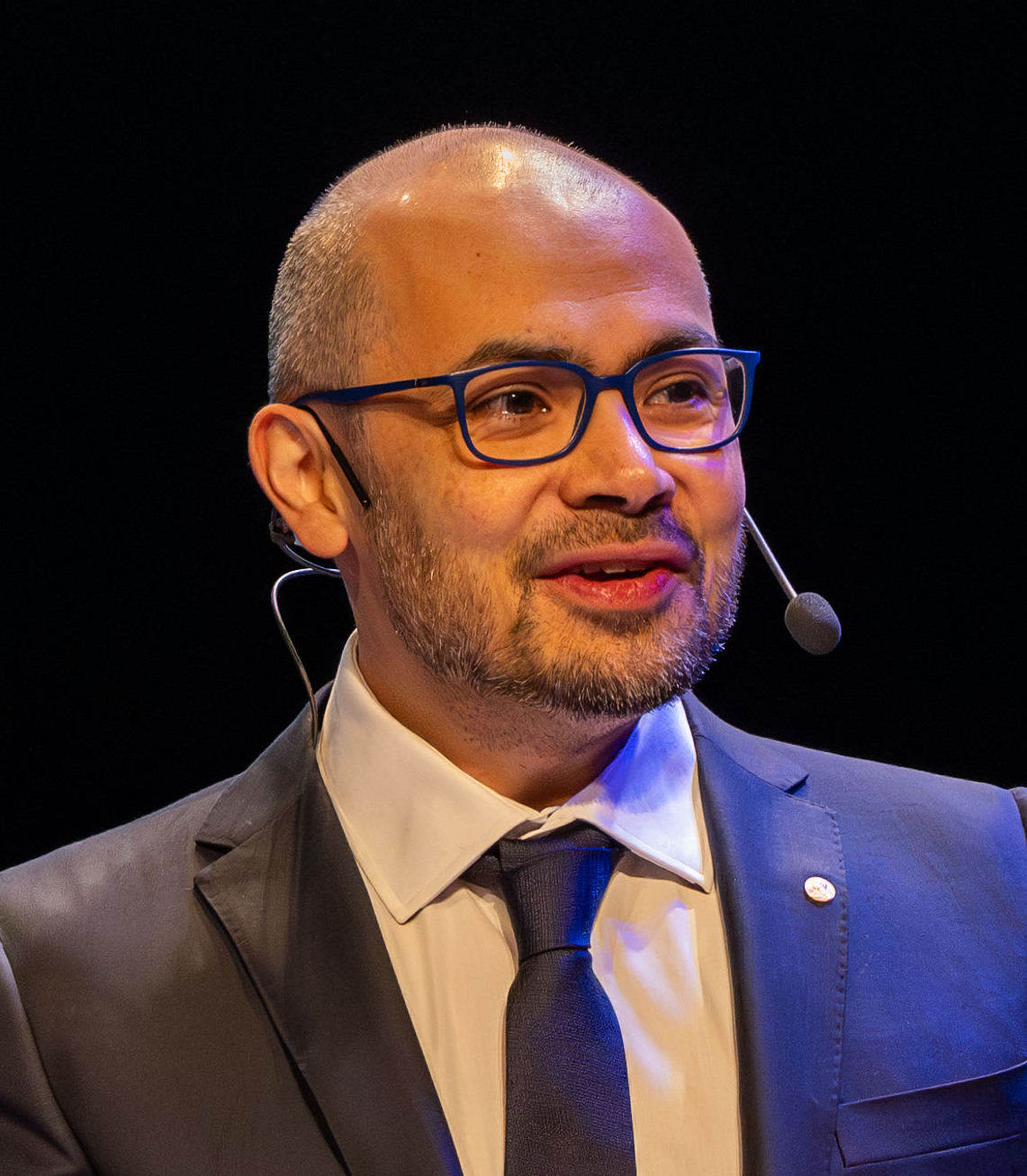
Demis Hassabis (* 1976)

- Hassachai Sankla (* 1991), thailändischer Fußballspieler
- Hassack, August (1803–1859), österreichischer Politiker
- Hassack, Karl (1861–1922), österreichischer Warenkundler und Autor
- Hassaeus, Marcus (1549–1620), deutscher Philologe, Philosoph und Hebraist
- Hassall, Albert (1862–1942), englischstämmiger Zoologe in den USA
- Hassall, Arthur Hill (1817–1894), englischer Arzt, Botaniker, Sozialmediziner
- Hassall, Christopher (1912–1963), britischer Dichter, Schauspieler und Liedtexter
- Hassam, Childe (1859–1935), amerikanischer Maler des Impressionismus
- Hassan († 1598), Sultan von Brunei
- Hassan Abdel Wahab, Jarmila (1917–1996), tschechische Sopranistin
- Hassan Ali, Hasna, dschibutische Politikerin
- Hassan Ali, Taher Ali (* 1954), tansanischer Hockeyspieler
- Hassan ibn Ammar al-Kalbi, Feldherr der Fatimiden
- Hassan ibn Ammar al-Kutami († 1000), Regent der Fatimiden
- Hassān ibn an-Nuʿmān († 705), arabischer Statthalter in Ifriqiya (685–703)
- Hassan ibn Talal (* 1947), jordanischer Adeliger, Mitglied des jordanischen Herrscherhauses
- Hassān ibn Thābit, arabischer Dichter
- Hassan ibn Ziri, al- († 1168), Herrscher der Ziriden in Ifriqiya
- Hassan II. († 1166), Person des ismailitischen schiitischen Islam, Imam der Ismailiten
- Hassan II. (1929–1999), marokkanischer Sultan, König von Marokko (1961–1999)Hassan II. (1929–1999)

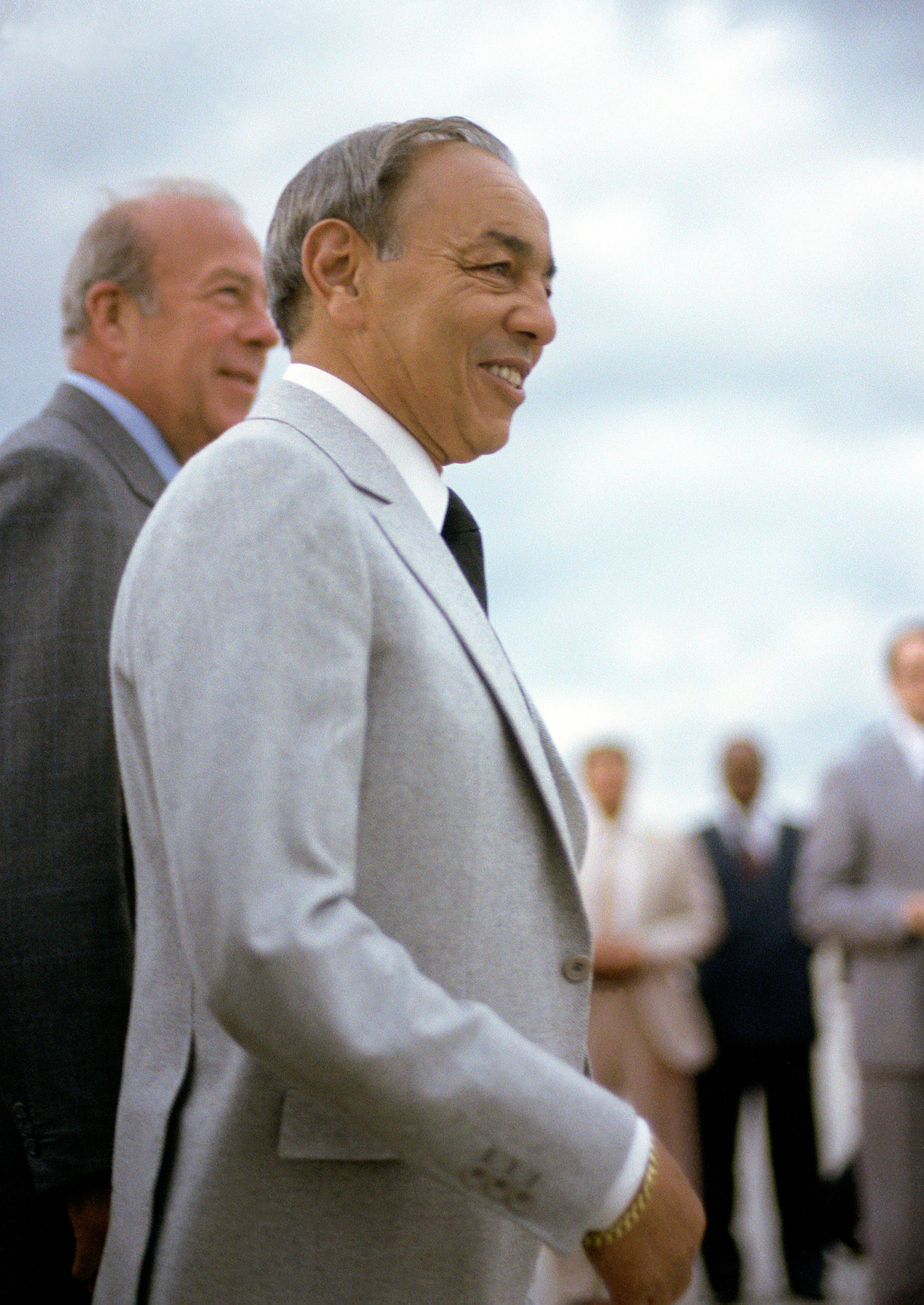
Hassan II. (1929–1999)

- Hassan Nour, Samiyah (* 1999), dschibutische Langstreckenläuferin
- Hassan, Abbas (* 1985), schwedisch-libanesischer Fußballtorhüter
- Hassan, Abdelkarim (* 1993), katarischer Fußballspieler
- Hassan, Abdikassim Salat (* 1941), Übergangspräsident Somalias (2000–2004)
- Hassan, Abdirahman Saeed (* 1997), katarischer Leichtathlet
- Hassan, Abdullahi (* 2002), kanadischer Mittelstreckenläufer
- Hassan, Ahmed (* 1975), ägyptischer Fußballspieler
- Hassan, Ahmed (* 1993), ägyptischer Fußballspieler
- Hassan, Aishath Himna (* 2002), maledivische Sprinterin
- Hassan, Ali, kanadischer Comedian und Filmschauspieler
- Hassan, Ali al- (* 1997), saudi-arabischer Fußballspieler
- Hassan, Ali Idow (* 1998), somalischer Leichtathlet
- Hassan, Basant (* 1993), ägyptische Hochspringerin
- Hassan, Bashir (* 1983), schwedischer Boxer
- Hassan, Benjamin (* 1995), deutsch-libanesischer Tennisspieler
- Hassan, Blnd (* 2003), irakisch-niederländischer Fußballspieler
- Hassan, Corey (* 1987), US-amerikanischer Basketballspieler
- Hassan, Dorranai (* 2000), deutsch-afghanische Fußballspielerin
- Hassan, Fuad (1929–2007), indonesischer Politiker
- Hassan, Hamad (* 1969), libanesischer Politiker
- Hassan, Hossam (* 1966), ägyptischer Fußballspieler und -trainer
- Hassan, Hossam (* 1989), ägyptischer Fußballspieler
- Hassan, Houssein Omar (* 1977), dschibutischer paralympischer Läufer
- Hassan, Ibrahim (* 1966), ägyptischer Fußballspieler
- Hassan, Islam (* 1988), ägyptischer Handballspieler
- Hassan, Ismael (* 1966), dschibutischer Leichtathlet
- Hassan, Issa (* 1970), kurdischer Musiker und Komponist
- Hassan, Jafar (* 1968), jordanischer PremierministerJafar Hassan (* 1968)

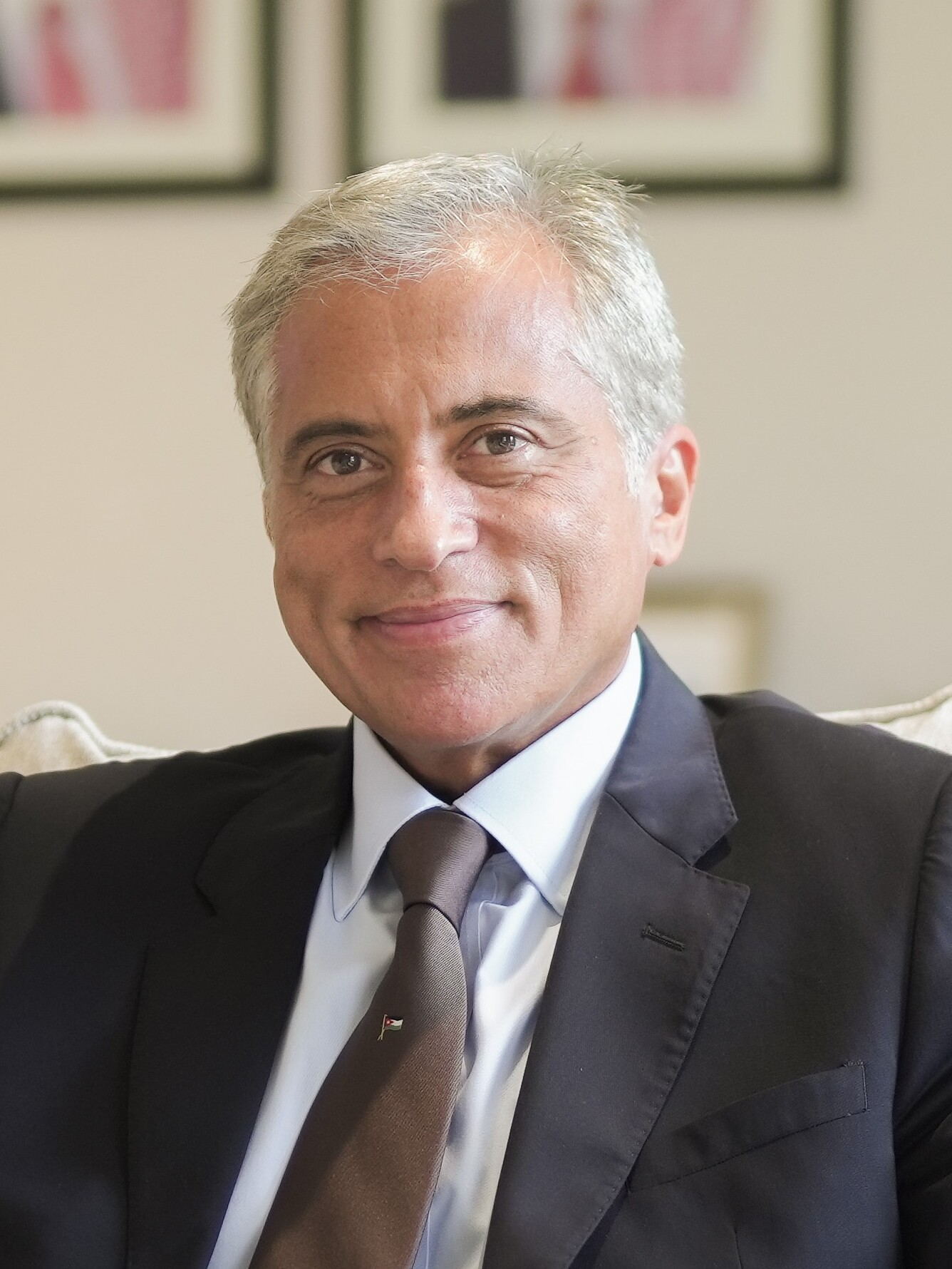
Jafar Hassan (* 1968)

- Hassan, Jalal (* 1991), irakischer Fußballtorhüter
- Hassan, Joshua Abraham (1915–1997), gibraltischer Politiker
- Hassan, Kadra Ahmed (* 1973), dschibutische Diplomatin
- Hassan, Karen (* 1981), nordirische Schauspielerin
- Hassan, Maggie (* 1958), US-amerikanische Politikerin
- Hassan, Mahmoud (* 1893), ägyptischer Jurist und Diplomat
- Hassan, Mahmoud (1919–1998), ägyptischer Ringer
- Hassan, Margaret (1945–2004), irakisch-irisch-britische Leiterin der Hilfsorganisation CARE International im Irak
- Hassan, Margret (* 1997), südsudanesische Sprinterin
- Hassan, Mariem (1958–2015), sahrauische Sängerin und Dichterin
- Hassan, Mohamed (* 1995), algerischer Tennisspieler
- Hassan, Mohammed († 2023), pakistanischer Bergträger
- Hassan, Mohammed Waheed (* 1953), maledivischer Politiker
- Hassan, Mohd Robani (* 1983), malaysischer Hürdenläufer
- Hassan, Mostafa Amr (* 1995), ägyptischer Kugelstoßer
- Hassan, Moulay (* 2003), marokkanischer Adeliger, Kronprinz von MarokkoMoulay Hassan (* 2003)

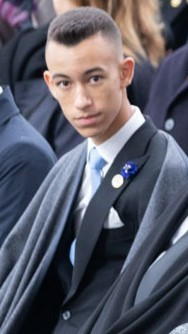
Moulay Hassan (* 2003)

- Hassan, Moumina Houmed (* 1951), dschibutische Politikerin
- Hassan, Mozn (* 1979), ägyptische Feministin und Menschenrechtsaktivistin
- Hassan, Muhammad (* 1963), pakistanischer Diplomat
- Hassan, Mustafa (* 1990), dänisch-irakischer Fußballspieler
- Hassan, Naadir, Politiker und Bankier der Seychellen
- Hassan, Nazia (1965–2000), britisch-pakistanische Sängerin
- Hassan, Nujoom (* 1996), maledivischer Sprinter
- Hassan, Riaz (* 2002), afghanischer Cricketspieler
- Hassan, Rima (* 1992), französisch-palästinensische Juristin und Politikerin (LFI), MdEP
- Hassan, Rosa Yassin (* 1974), syrische Schriftstellerin
- Hassan, Roy (* 1982), israelischer Fußballschiedsrichterassistent
- Hassan, Sana (* 1955), deutscher Eishockeyspieler
- Hassan, Selim (1887–1961), ägyptischer Ägyptologe
- Hassan, Sherif A. (1939–2020), deutsch-ägyptischer Agrarwissenschaftler insbesondere der Phytomedizin
- Hassan, Sherzad (* 1951), kurdischsprachiger Schriftsteller, Dichter und Übersetzer
- Hassan, Sifan (* 1993), niederländische LeichtathletinSifan Hassan (* 1993)

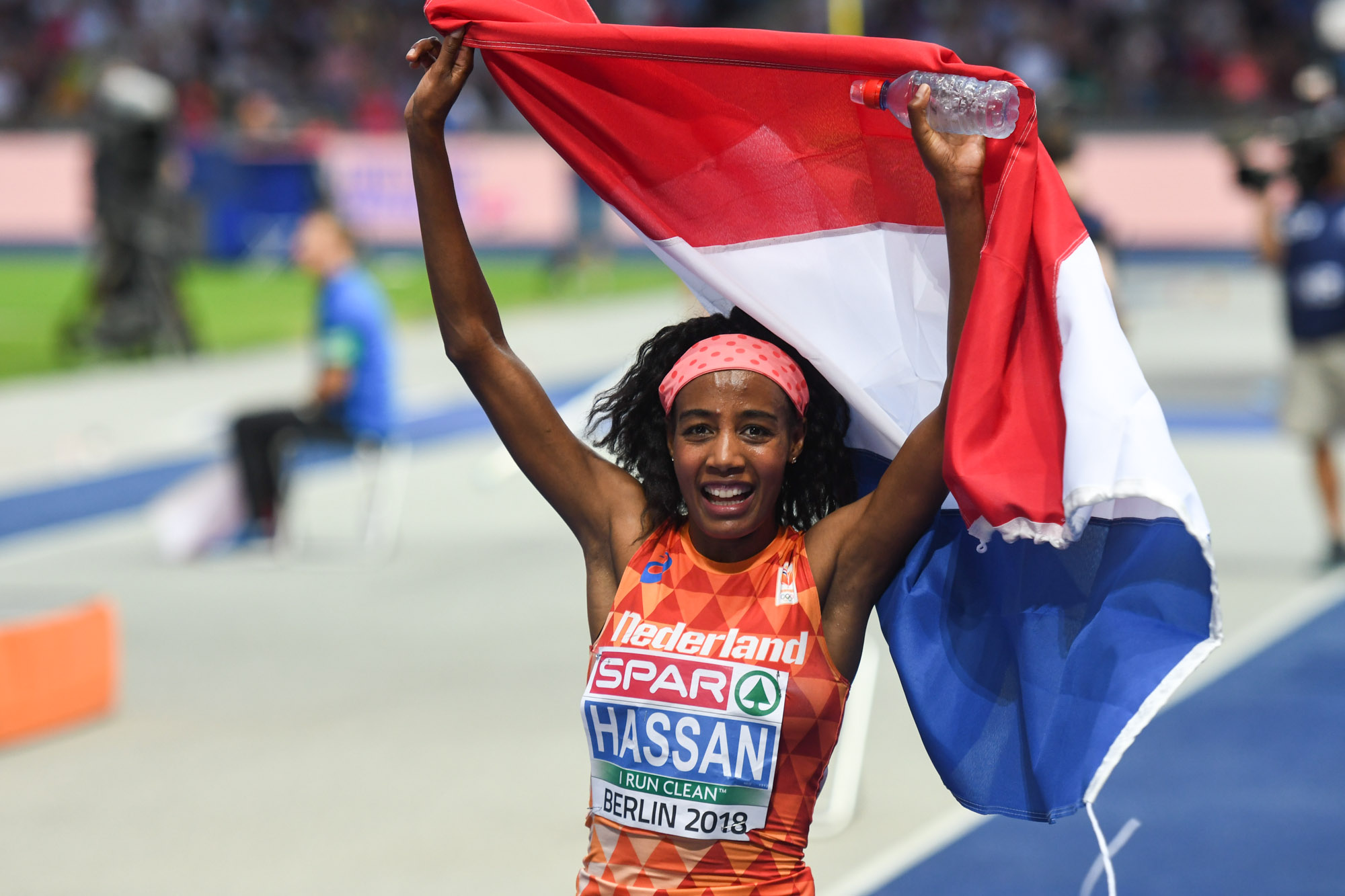
Sifan Hassan (* 1993)

- Hassan, Steven (* 1954), US-amerikanischer Psychologe und Buchautor
- Hassan, Suhardi (* 1982), malaysischer Radrennfahrer
- Hassan, Suldan (* 1998), schwedischer Langstreckenläufer
- Hassan, Sumail (* 1999), pakistanischer E-Sportler
- Hassan, Sumaya bint al- (* 1971), jordanische Bildungsmanagerin und Prinzessin aus dem Geschlecht der Haschemiten
- Hassan, Syed (* 1976), britischer Fußballspieler (Turks- und Caicosinseln)
- Hassan, Syed Firdaus (* 1998), singapurischer Fußballspieler
- Hassan, Tamer (* 1968), britischer SchauspielerTamer Hassan (* 1968)

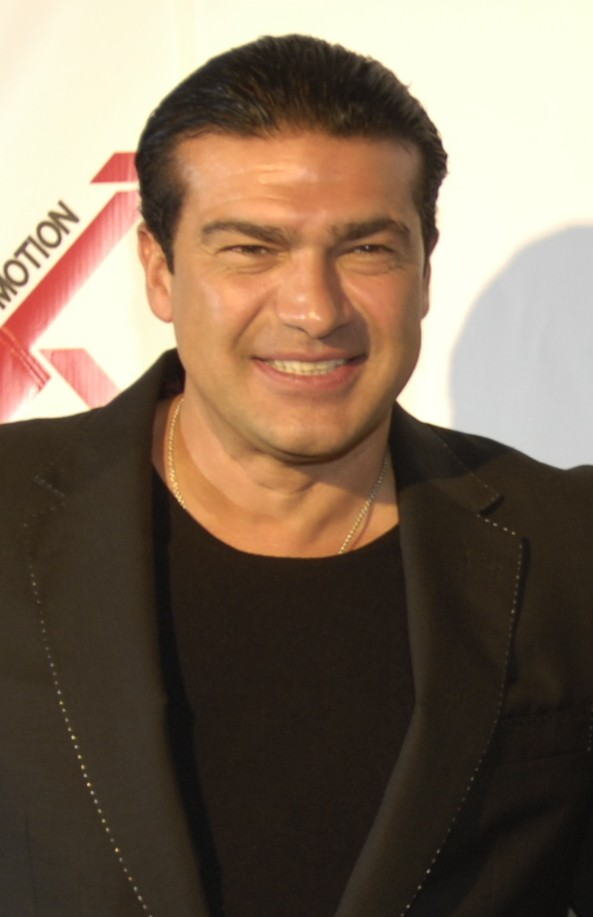
Tamer Hassan (* 1968)

- Hassan, Tirana, australische Juristin und Menschenrechtsaktivistin
- Hassan, Tuba (* 2000), pakistanische Cricketspielerin
- Hassan, Wissam al- (1965–2012), libanesischer Brigadegeneral und Geheimdienstchef
- Hassan, Yahya (1995–2020), dänischer Lyriker palästinensischer Abstammung
- Hassan, Yara (* 1982), deutsche Schauspielerin und Musicaldarstellerin
- Hassan, Yousef (* 1996), katarischer Fußballtorhüter
- Hassanali, Noor (1918–2006), Politiker (Trinidad und Tobago), Präsident der Republik Trinidad und Tobago (1987–1997)
- Hassanatte, Fraïda (* 2004), tschadische Leichtathletin
- Hassane Barazé, Moussa (* 1968), nigrischer Manager und Politiker
- Hassane, Amadou (* 1931), nigrischer Politiker und Gewerkschafter
- Hassane, Hadji (* 1997), komorischer Schwimmer
- Hassane, Issaka (* 1959), tschadischer Leichtathlet
- Hassane, Sido (1932–1982), nigrischer Lehrer und Gewerkschafter
- Hassani, Bechir (* 1969), tunesischer Fußballschiedsrichterassistent
- Hassani, Bilal (* 1999), französischer Singer-SongwriterBilal Hassani (* 1999)

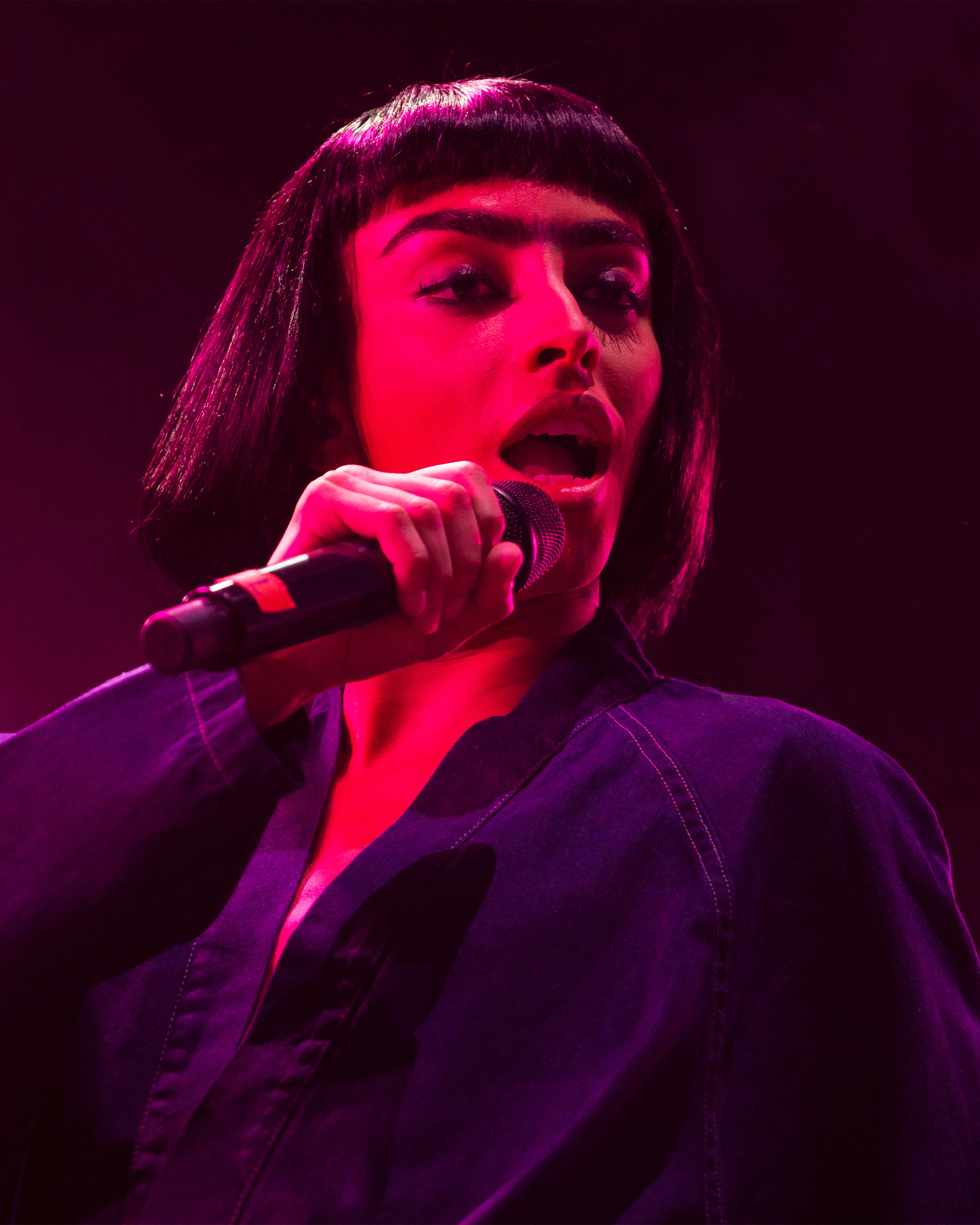
Bilal Hassani (* 1999)

- Hassani, Gholamreza (1927–2018), iranischer Freitagsprediger im Rang eines Hodschatoleslam
- Hassani, Hamid (* 1968), iranischer Sprachwissenschaftler und Lexikograph
- Hassani, Jan Alam (* 1956), afghanischer Volleyballspieler
- Hassani, Khalil (* 1989), tunesischer Fußballschiedsrichterassistent
- Hassani, Muhannad Al- (* 1965), syrischer Menschenrechtsanwalt
- Hassani, Samya (* 2000), marokkanische Fußballspielerin
- Hassani, Shamsia (* 1988), afghanische Graffiti-Künstlerin
- Hassanisoughi, Şebnem (* 1985), türkische Schauspielerin
- Hassanpour, Amir (1943–2017), kurdischer Kulturwissenschaftler
- Hassanpour, Dariush (* 1996), deutscher Politiker (Die Linke), MdBB
- Hassanzadeh Amoli, Alama (1928–2021), iranischer islamischer Philosoph
- Hassaous, Nassim (* 1994), spanischer Langstreckenläufer
- Hassar-Benslimane, Joudia (1943–2018), marokkanische Historikerin und Archäologin
- Hassauer, Friederike (1951–2021), deutsche Literaturwissenschaftlerin für Romanische Philologie
- Hassaurek, Friedrich (1831–1885), US-amerikanischer Journalist und Diplomat

### Hassb
- Hassbach, David (* 1991), österreichischer Autor, Werbetexter und freischaffender Kurator
- Hassbach, Friedrich (1938–2023), deutscher Politiker (CDU), Verbandsdirektor der Bauindustrie
- Hassbargen, Hermann (1893–1955), deutscher Bibliothekar
- Hassbecker, Uwe (* 1960), deutscher GitarristUwe Hassbecker (* 1960)

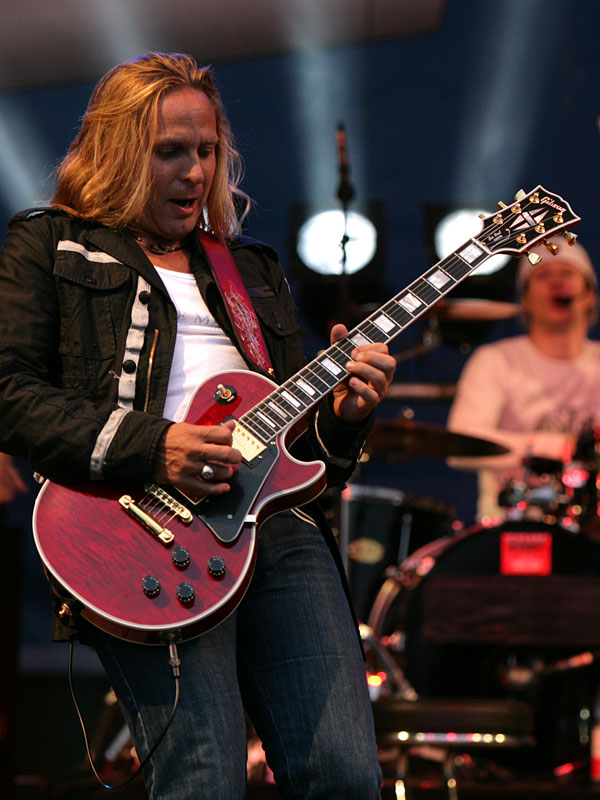
Uwe Hassbecker (* 1960)

### Hassd
- Haßdenteufel, Dieter (1941–1992), deutscher Fußball-Torwart

### Hasse
- Hasse Hodges, Faustina (1823–1895), US-amerikanische Komponistin und Organistin
- Hasse, Arnold (1873–1933), deutscher Verwaltungsjurist
- Hasse, Carl (1841–1922), deutscher Mediziner, Anatom und Kunsthistoriker
- Hasse, Christian (* 1931), deutscher Maler und Grafiker
- Hasse, Clemens (1908–1959), deutscher Schauspieler
- Hasse, Dag Nikolaus (* 1969), deutscher Arabist, Philosophiehistoriker, Graeco-Arabist und mittellateinischer Philologe
- Hasse, Dietrich (1933–2022), deutscher Kletterer und Buchautor
- Hasse, Edgar Sebastian (* 1960), deutscher evangelischer Theologe und Journalist
- Hasse, Erich (1897–1945), deutscher Beamter und Politiker (NSDAP), MdR
- Hasse, Ernst (1819–1860), deutscher Landschafts- und Tiermaler sowie Zeichner und Lithograf
- Hasse, Ernst (1846–1908), deutscher Hochschullehrer und Politiker (NLP), MdR
- Hasse, Ernst (1867–1945), deutscher General der Infanterie
- Hasse, Friedrich Christian August (1773–1848), deutscher Historiker, Enzyklopädist und Schriftsteller
- Hasse, Friedrich Rudolf (1808–1862), deutscher evangelischer Geistlicher, Pädagoge und Schriftsteller
- Hasse, Georg (1905–1978), deutscher Maler, Zeichner und Kunstpädagoge
- Hasse, Gerhard (1925–2001), deutscher Chirurg
- Hasse, Hannjo (1921–1983), deutscher Schauspieler
- Hasse, Hans (1905–1983), deutscher SS-Sturmbannführer
- Hasse, Heinrich (1791–1868), deutscher Mediziner
- Hasse, Heinrich (1884–1935), deutscher Philosoph
- Hasse, Helmut (1898–1979), deutscher MathematikerHelmut Hasse (1898–1979)

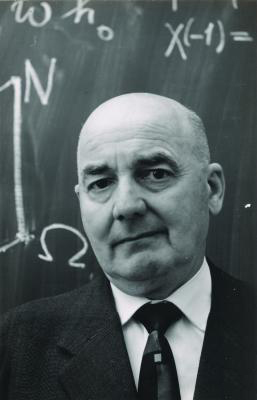
Helmut Hasse (1898–1979)

- Hasse, Helmut (* 1925), deutscher Fußballspieler
- Hasse, Henry (1913–1977), amerikanischer Science-Fiction-Autor
- Hasse, Hermann Gustav (1811–1892), deutscher Pfarrer und Autor
- Hasse, Holger (* 1978), deutscher Fußballspieler
- Hasse, Horst (* 1930), deutscher SED-Funktionär, Mitglied des ZK der SED
- Hasse, Jean Paul (1830–1898), deutscher Anstaltspsychiater
- Hasse, Jenna (* 1989), schweizerisch-portugiesische Regisseurin und Schauspielerin
- Hasse, Johann Adolph († 1783), deutscher Komponist des BarockJohann Adolph Hasse († 1783)

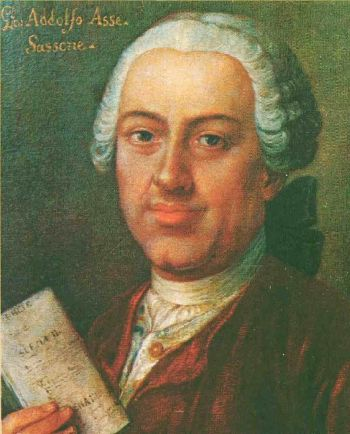
Johann Adolph Hasse († 1783)

- Hasse, Johann Christian (1779–1830), deutscher Rechtsgelehrter
- Hasse, Johann Christoph (1777–1840), deutscher Apotheker
- Hasse, Johann Gottfried (1759–1806), deutscher evangelischer Theologe und Orientalist
- Hasse, John Edward (* 1948), US-amerikanischer Jazzautor, Jazzpianist und Musikwissenschaftler
- Hasse, Jörg (1929–2023), deutscher Physiker
- Hasse, Jürgen (* 1949), deutscher Geograph
- Hasse, Karl (1835–1890), preußischer Landrat des Kreises Monschau
- Hasse, Karl Ewald (1810–1902), deutscher Mediziner, Pathologe und Hochschullehrer
- Hasse, Karl Robert († 1953), deutscher Bürgermeister und Landrat
- Hasse, Kerstin (* 1990), Schweizer Journalistin
- Hasse, Kurt (1907–1944), deutscher Springreiter
- Hasse, Kurt (1916–1999), deutscher Kameramann
- Hasse, Lutz (1930–2016), deutscher Meteorologe
- Hasse, Lutz (* 1959), deutscher Jurist
- Hasse, Maria-Viktoria (1921–2014), deutsche Mathematikerin
- Hasse, Martin Karl (1883–1960), deutscher Hochschullehrer, Komponist und Musikschriftsteller
- Hasse, Max (1911–1986), deutscher Kunsthistoriker und Museumsleiter
- Hasse, Nicolaus († 1670), deutscher Komponist
- Hasse, O. E. (1903–1978), deutscher Schauspieler, Regisseur, Hörspiel- und SynchronsprecherO. E. Hasse (1903–1978)

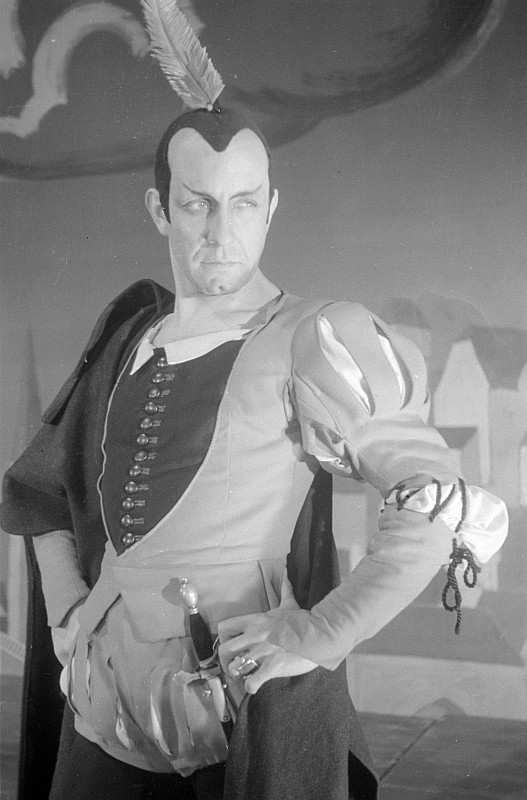
O. E. Hasse (1903–1978)

- Hasse, Oscar (1837–1898), deutscher Mediziner
- Hasse, Otto (1871–1942), deutscher General der Infanterie, 1922/25 Chef des Truppenamtes
- Hasse, Paul Ewald (1847–1907), deutscher Historiker und Archivar
- Hasse, Peter der Ältere, deutscher Organist und Komponist
- Hasse, Raimund (* 1962), deutscher Soziologe
- Hasse, Rudolf (1906–1942), deutscher Motorrad- und Automobilrennfahrer
- Hasse, Sella (1878–1963), deutsche Malerin und Grafikerin
- Hasse, Stefanie (* 1980), deutsche Autorin
- Hasse, Traugott Leberecht (1775–1853), deutscher Bergbau-Beamter und Schriftsteller
- Hasse, Ursula (1925–2013), deutsche Künstlerin
- Hasse, Ute (* 1963), deutsche Schwimmerin
- Hasse, Wilhelm (1894–1945), deutscher General der Infanterie im Zweiten WeltkriegWilhelm Hasse (1894–1945)

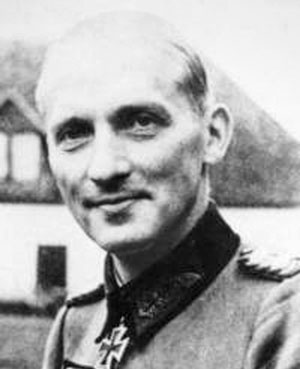
Wilhelm Hasse (1894–1945)

- Haße, Wolfgang (1926–2021), deutscher Chirurg und Kinderchirurg
- Hasse-Clot, Valentin (* 1996), französischer Autorennfahrer

#### Hasseb
- Hassebrauck, Manfred (* 1953), deutscher Sozialpsychologe
- Hassebrauk, Ernst (1905–1974), deutscher Maler und Zeichner
- Hassebrauk, Kurt (1901–1983), deutscher Phytomediziner
- Hassebroek, Johannes (1910–1977), deutscher SS-Führer und KZ-Kommandant

#### Hassek
- Hassek, Theodor (1929–2009), österreichischer Komponist und Musiker

#### Hassel
- Hassel, Anke (* 1965), deutsche Soziologin
- Hassel, Clement van (1920–2003), belgischer Karambolagespieler
- Hassel, Florian (* 1964), deutscher Journalist
- Hassel, Friedrich (1815–1884), deutscher Kinderdarsteller, Theaterschauspieler, Opernsänger (Tenor) und Opernregisseur
- Hassel, Friedrich von (1833–1890), preußischer Generalleutnant
- Hassel, Georg (1770–1829), deutscher Geograph
- Hassel, Georg (1800–1851), deutscher Pädagoge
- Hassel, Gertrud von (1908–1999), deutsche Pädagogin und Malerin
- Hassel, Hans (1860–1932), deutscher Jurist und Präsident des Verwaltungsgerichtshofes Braunschweig
- Hassel, Horst von (1928–2020), deutscher Politiker (SPD), MdBB, Bremer Senator
- Hassel, Jan von (* 1974), deutscher Organist
- Hassel, Jessica (* 1975), deutsche Dermatoonkologin und Hochschullehrerin
- Hassel, Kai-Uwe von (1913–1997), deutscher Politiker (CDU), MdL, Ministerpräsident von Schleswig-Holstein, MdB, MdEPKai-Uwe von Hassel (1913–1997)

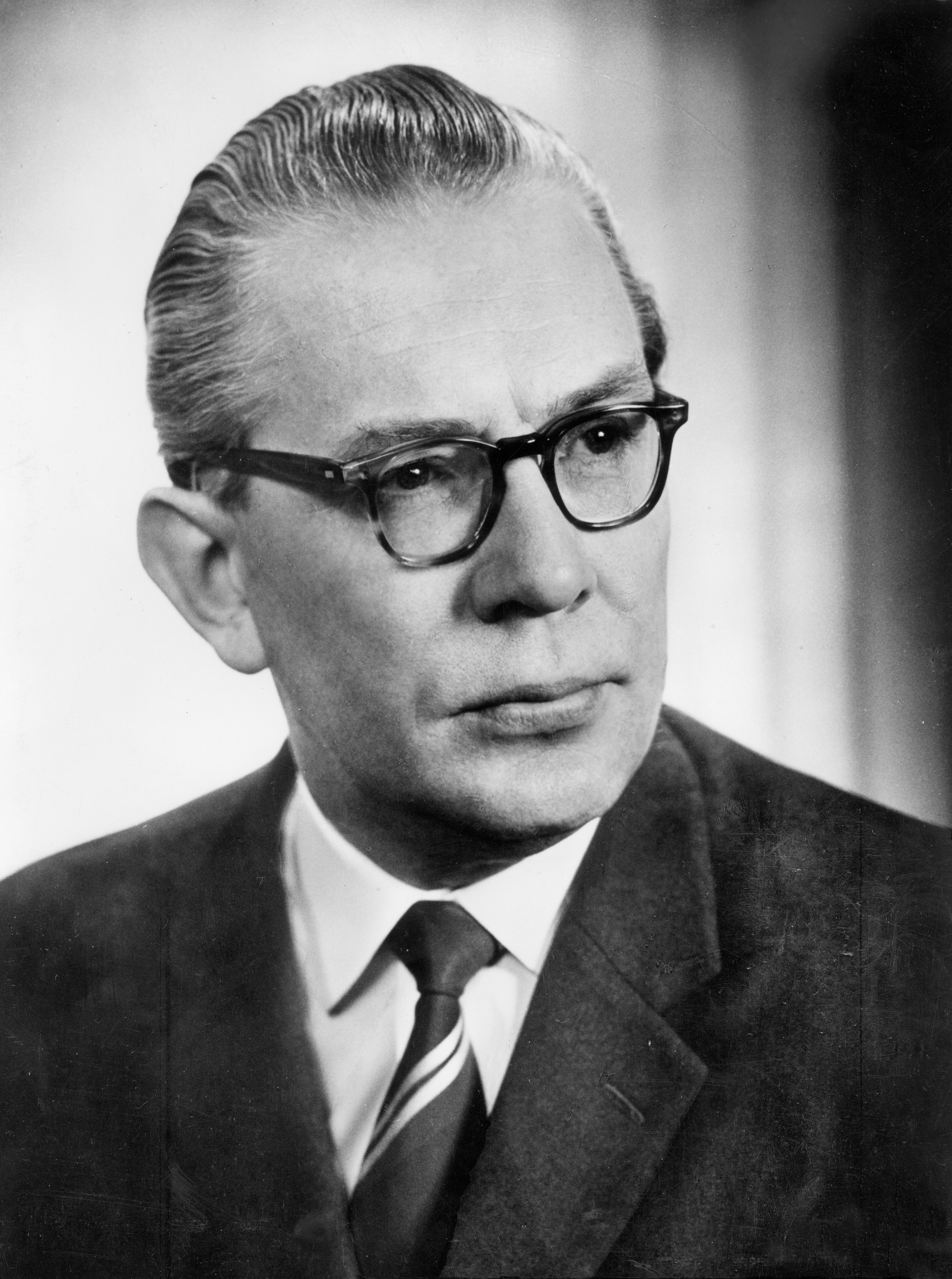
Kai-Uwe von Hassel (1913–1997)

- Hassel, Karl-Heinz von (1939–2016), deutscher Schauspieler
- Hassel, Kaspar (1877–1962), norwegischer Architekt und Segler
- Hassel, Michael von (* 1978), deutscher Fotograf
- Hassel, Odd (1897–1981), norwegischer Chemiker und Nobelpreisträger für Chemie
- Hassel, Paul (1838–1906), deutscher Historiker und Archivar
- Hassel, Samuel Friedrich (1798–1876), deutscher Sänger (Bass), Volksschauspieler und Komiker
- Hassel, Sanneke van (* 1971), niederländische Schriftstellerin
- Hassel, Sven (1917–2012), dänischer Schriftsteller
- Hassel, Sverre (1876–1928), norwegischer Zollbeamter und Polarforscher
- Hassel, Theodor von (1868–1935), deutscher Offizier und Landwirt in Ostafrika
- Hassel, Tina (* 1964), deutsche FernsehjournalistinTina Hassel (* 1964)

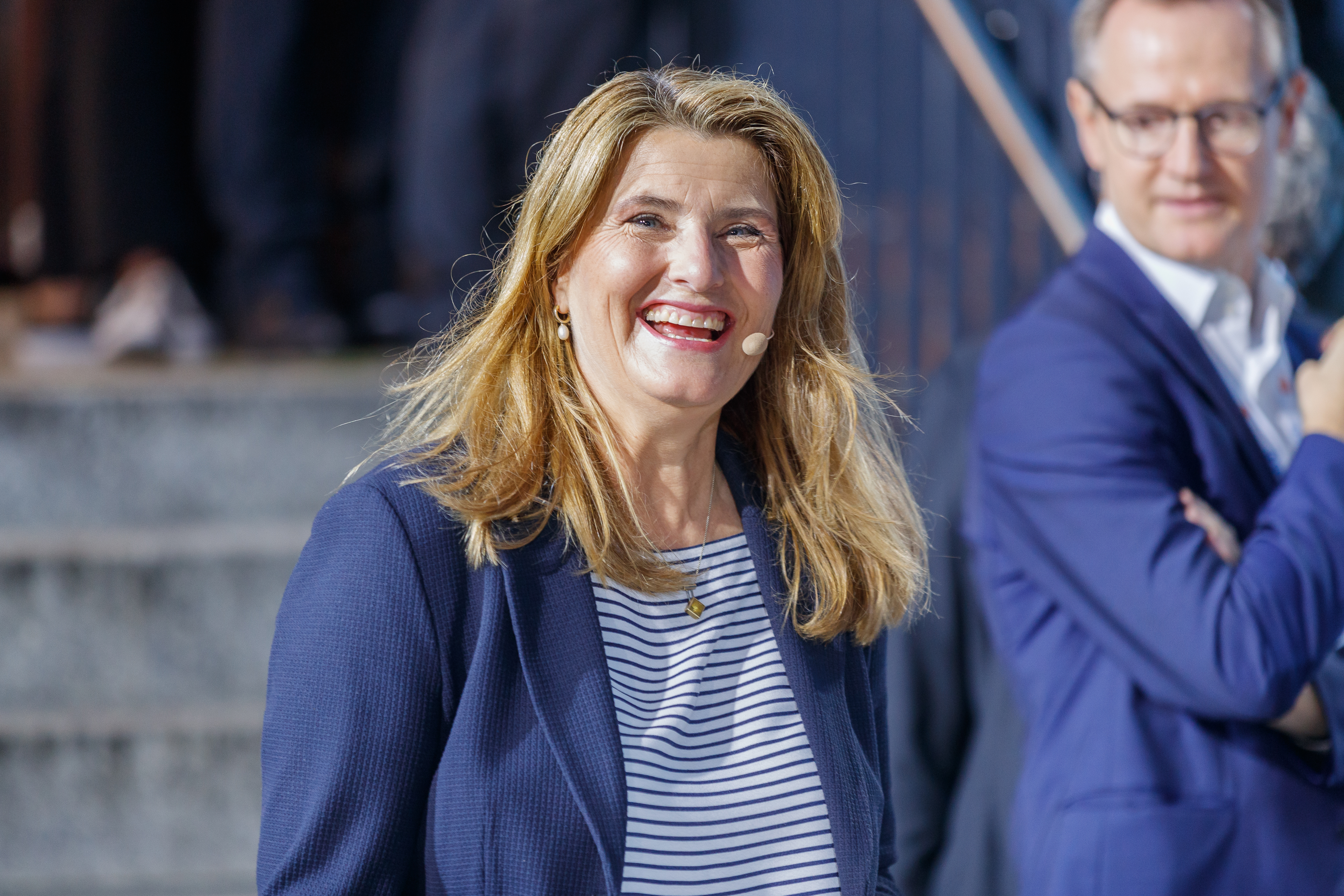
Tina Hassel (* 1964)

- Hasselaer, Gerard Claesz (1620–1673), Bürgermeister und Schout von Amsterdam
- Hasselaer, Kenau Simonsdochter (1526–1588), Verteidigerin Haarlems
- Hasselaer, Pieter (1583–1651), Bürgermeister von Amsterdam
- Hasselbach, Amandus (1935–2012), deutscher Kapuzinerpater
- Hasselbach, Conny, deutscher Squashspieler
- Hasselbach, Ernst (* 1905), deutscher Schauspieler, Drehbuchautor und Filmproduzent
- Hasselbach, Ernst-Paul (1966–2008), niederländischer Fernsehmoderator und TV-Producer
- Hasselbach, Franz (1940–2021), deutscher Physiker
- Hasselbach, Gustav (1809–1882), Geheimer Regierungsrat, Kommunalpolitiker und über 30 Jahre (Ober)bürgermeister der Stadt Magdeburg
- Hasselbach, Gustav (1818–1898), deutscher Finanzbeamter
- Hasselbach, Hanskarl von (1903–1981), deutscher Mediziner, Begleitarzt Hitlers
- Hasselbach, Ingo (* 1967), deutscher Autor, Aussteiger der Neonazi-Szene
- Hasselbach, Karl Friedrich Wilhelm (1781–1864), deutscher Gymnasiallehrer und Historiker
- Hasselbach, Karlotta (* 2005), deutsche Schauspielerin
- Hasselbach, Oskar von (1846–1903), deutscher Verwaltungsjurist und Kommunalbeamter, MdR, MdHdA
- Hasselbach, Philipp (* 1987), deutscher Neonazi
- Hasselbach, Reinhard (1815–1883), Mitglied des Kurhessischen Kommunallandtages
- Hasselbach, Wilhelm (1921–2015), deutscher Biochemiker
- Hasselbach, Willi (1922–2004), deutscher Politiker (FDP), MdL
- Hasselbaink, Jimmy Floyd (* 1972), niederländischer Fußballspieler und -trainerJimmy Floyd Hasselbaink (* 1972)

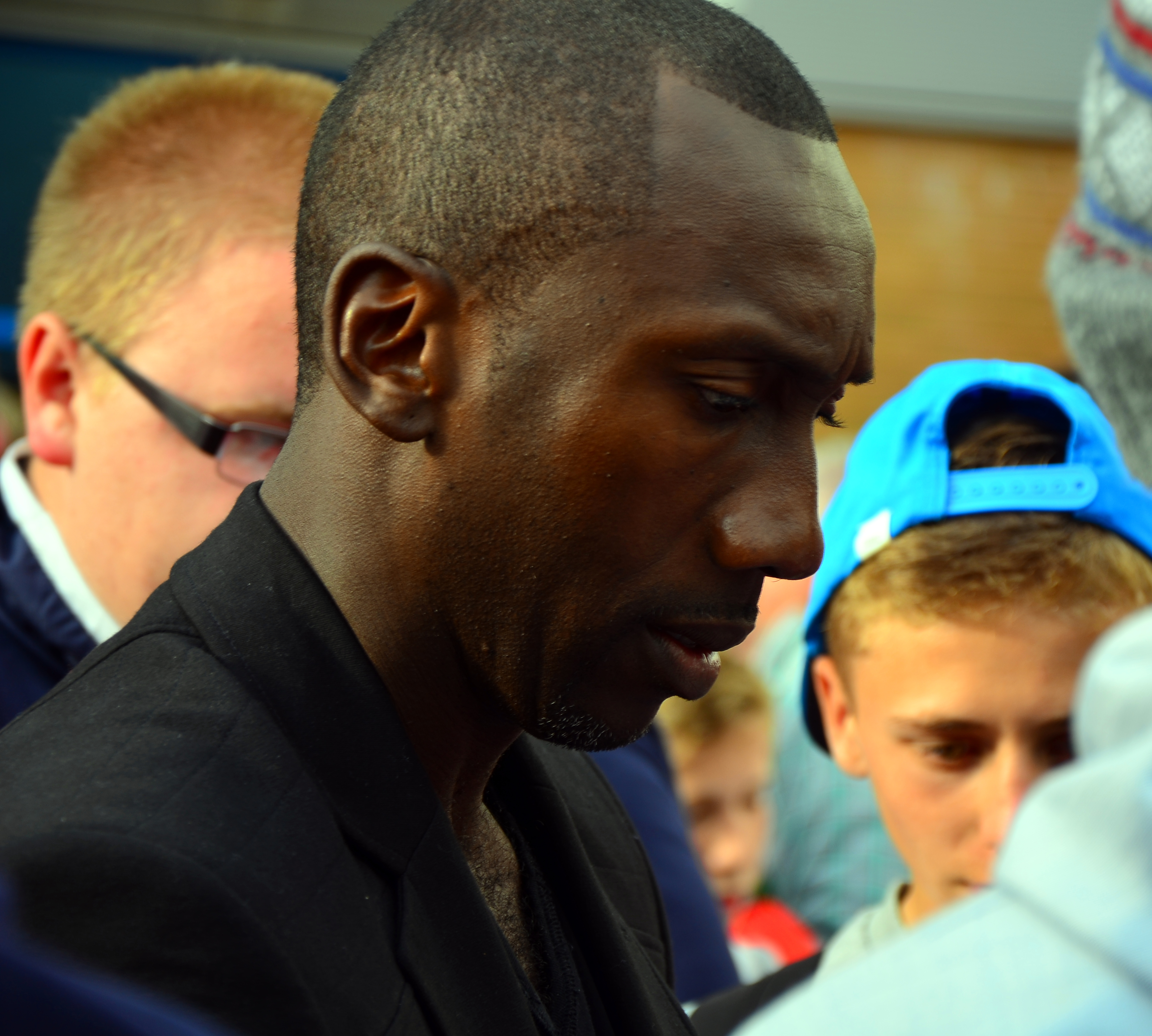
Jimmy Floyd Hasselbaink (* 1972)

- Hasselbaink, Nigel (* 1990), niederländisch-surinamischer Fußballspieler
- Hasselbaink, Sergio (* 1982), niederländischer Schauspieler
- Hasselbalch, Ask (* 1979), dänischer Filmregisseur
- Hasselbalch, Karl Albert (1874–1962), dänischer Physiker und Chemiker
- Hasselbeck, Elisabeth (* 1977), US-amerikanische FernsehmoderatorinElisabeth Hasselbeck (* 1977)

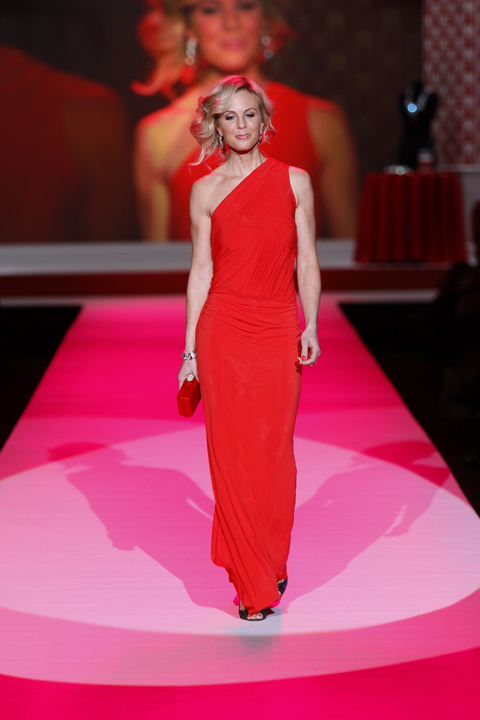
Elisabeth Hasselbeck (* 1977)

- Hasselbeck, Matt (* 1975), US-amerikanischer Footballspieler
- Hasselberg, Alfred (1908–1950), deutscher Jurist, Gestapomitarbeiter und SS-Führer
- Hasselberg, Heinz (1914–1989), deutscher Radrennfahrer
- Hasselberg, Per (1850–1894), schwedischer Bildhauer
- Haßelberg, Sebastian (* 1982), deutscher Eishockeyspieler
- Hasselblad, Victor (1906–1978), schwedischer Fotograf und Erfinder
- Hasselblatt, Adolf (1823–1896), deutsch-baltischer Bildhauer, Maler und Kaufmann
- Hasselblatt, Arnold (1852–1927), livländischer Historiker und Journalist
- Hasselblatt, Arnold (1929–2024), deutscher Pharmakologe
- Hasselblatt, Boris (* 1961), deutscher Mathematiker
- Hasselblatt, Cornelius (* 1960), deutsch-niederländischer Finnougrist und Übersetzer
- Hasselblatt, Dieter (1926–1997), deutscher Autor von Hörspielen, Romanen und Sachbüchern, Rundfunkredakteur und Hörspielregisseur
- Hasselblatt, Gordian N. (* 1961), deutscher Rechtsanwalt
- Hasselblatt, Gunnar (1928–1997), deutscher Theologe
- Hasselblatt, Werner (1890–1958), deutsch-baltischer Jurist und Politiker, Mitglied des Riigikogu
- Hasselblatt-Diedrich, Ingrid (* 1940), deutsche Chirurgin und ärztliche Standespolitikerin
- Hasselborg, Anna (* 1989), schwedische Curlerin
- Hasselbring, Curtis (* 1965), US-amerikanischer Jazzmusiker und Komponist
- Hasselbring, Wilhelm (* 1964), deutscher Informatiker, Softwareentwickler und Hochschullehrer
- Hasselbruch, Hartwig (* 1955), deutscher Fußballspieler und Sportjournalist
- Hasselburg, Frederick († 1810), australischer Kapitän und Seehundjäger, Entdecker von Campbell Island und Macquarie Island
- Hasseler, Martina (* 1968), deutsche Pflege- und Rehabilitationswissenschaftlerin und Hochschulprofessorin
- Hasselfeldt, Gerda (* 1950), deutsche Politikerin (CSU), MdBGerda Hasselfeldt (* 1950)

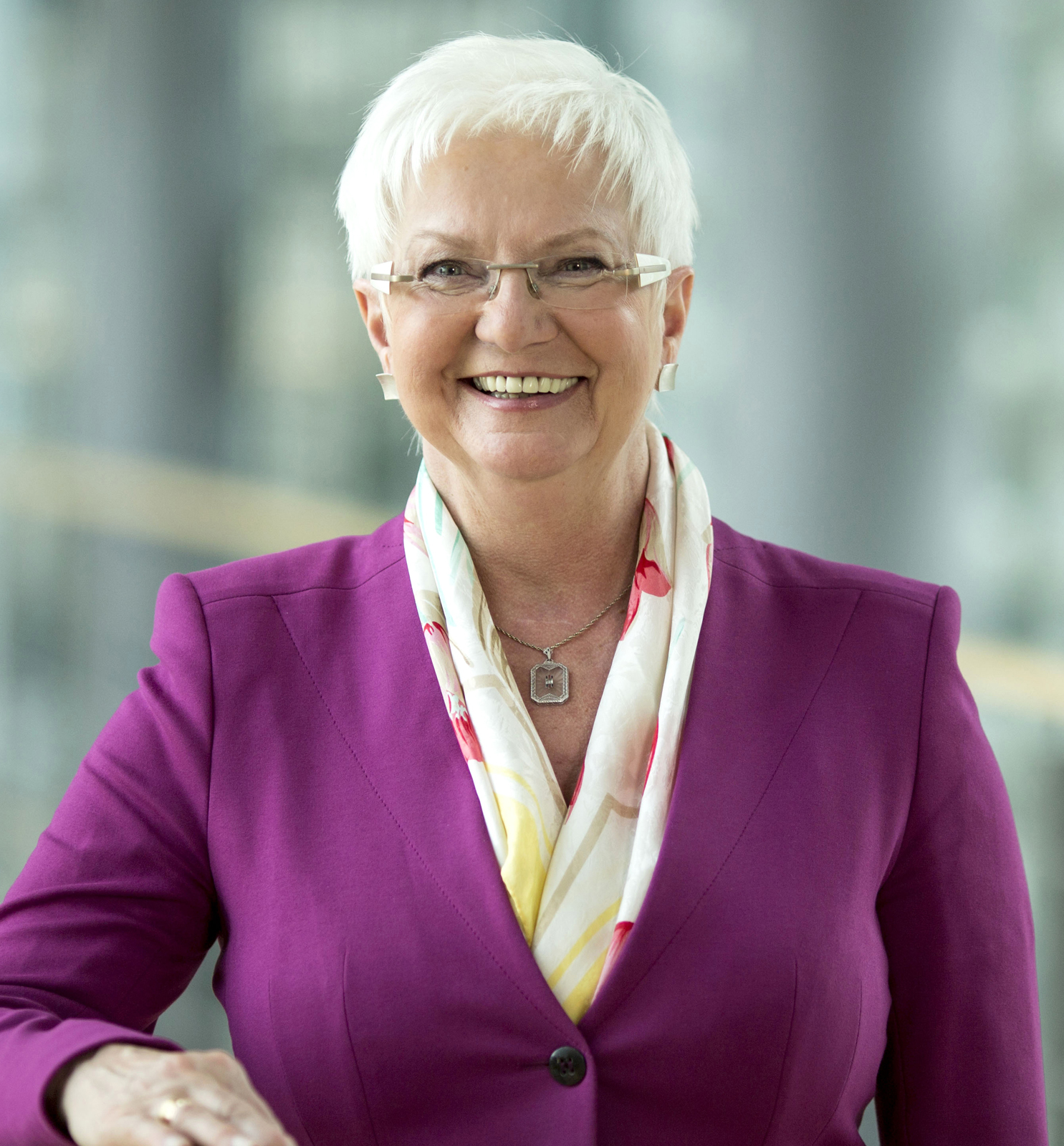
Gerda Hasselfeldt (* 1950)

- Hasselflug, Benjamin (* 1987), dänischer Schauspieler und Synchronsprecher
- Hasselflug, Michael (* 1959), dänischer Schauspieler und Synchronsprecher
- Hasselgård, Jostein (* 1979), norwegischer Popsänger
- Hasselgård, Stan (1922–1948), schwedischer Jazz-Klarinettist
- Hasselgren, Gustaf Erik (1781–1827), schwedischer Maler
- Hasselhoff, David (* 1952), US-amerikanischer Schauspieler und SängerDavid Hasselhoff (* 1952)

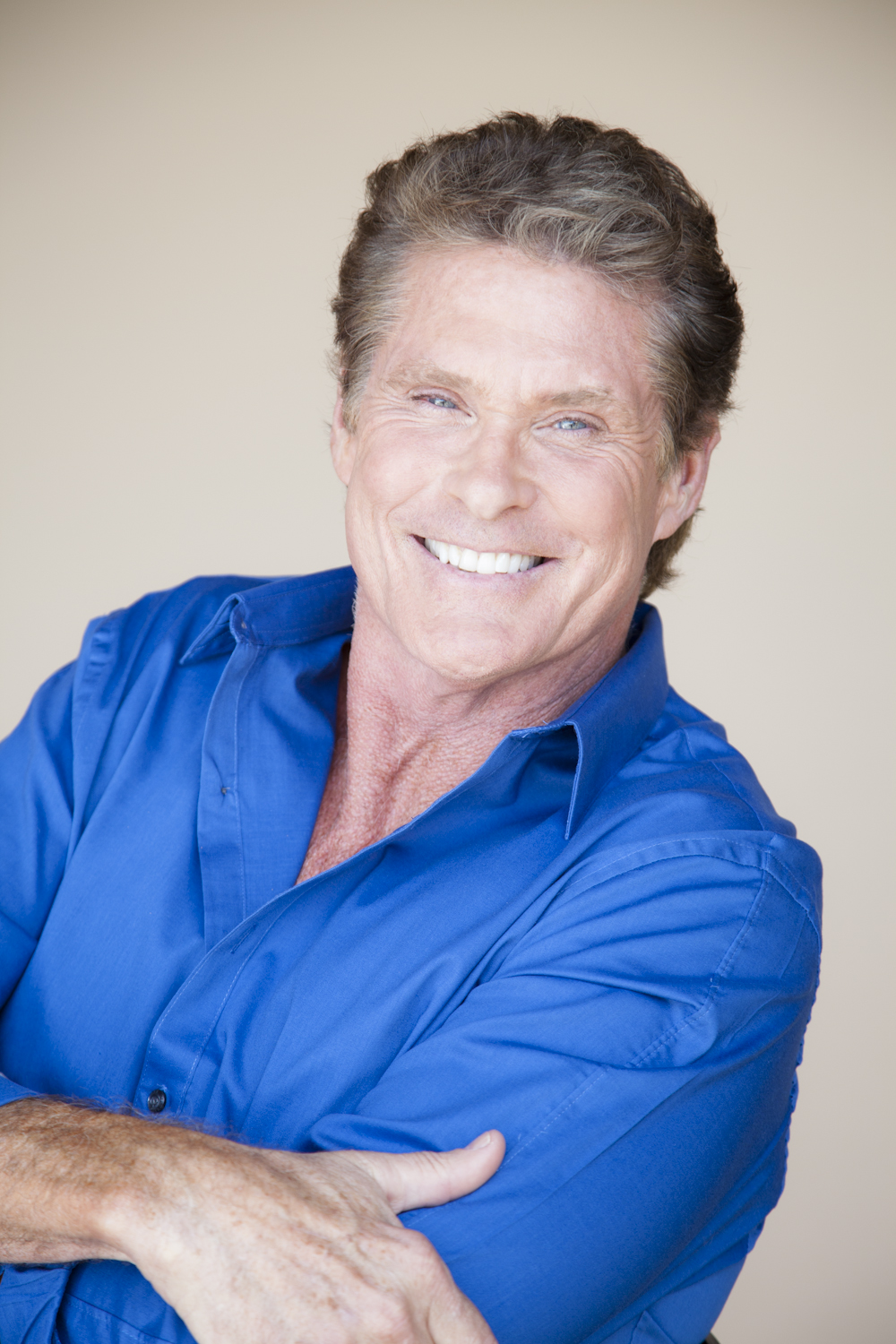
David Hasselhoff (* 1952)

- Hasselhoff, Hayley (* 1992), US-amerikanische Schauspielerin und Model
- Hasselhoff, Jared (* 1971), US-amerikanischer Musiker
- Hasselhoff, Taylor-Ann (* 1990), US-amerikanische Schauspielerin
- Hasselhorn, Benjamin (* 1986), deutscher evangelischer Theologe, Historiker und Autor
- Hasselhorn, Marcus (* 1957), deutscher Bildungsforscher und Professor für Psychologie
- Hasselhorn, Samuel (* 1990), deutscher Sänger
- Hasselhorst, Christa (* 1953), deutsche Journalistin und Autorin
- Hasselhorst, Heinrich (1825–1904), deutscher Maler und Zeichner
- Hasselhuhn, Fritz (1910–1943), deutscher Widerstandskämpfer und NS-Opfer
- Hasselkus, Ernst (1876–1957), deutscher Schachkomponist
- Hassell, Alex (* 1980), britischer Schauspieler
- Hassell, Eddie (1990–2020), US-amerikanischer Filmschauspieler
- Hassell, Fey von (1918–2010), deutsch-italienische Autorin und Tochter des deutschen Kommunalpolitikers und Widerstandskämpfers Ulrich von Hassell
- Hassell, Henning-Leopold von (1929–1996), deutscher Diplomat
- Hassell, Jon (1937–2021), US-amerikanischer Trompeter und Komponist
- Hassell, Karl von (1841–1925), deutscher Jurist, Senatspräsident am Reichsgericht
- Hassell, Karl von (1872–1932), preußischer Verwaltungsbeamter und Parlamentarier
- Hassell, Leopold von (1843–1913), deutscher Richter, Präsident des OLG Kassel
- Hassell, Robert (1876–1947), britischer Schwimmer und Wasserballspieler
- Hassell, Ulrich von (1881–1944), deutscher Diplomat und Widerstandskämpfer des 20. Juli 1944
- Hassell, William Adolph von (1796–1865), hannoverscher Generalmajor und Hippologe
- Hassell, William von (1833–1915), hannoverscher Offizier, Historiker und Landschaftsrat
- Hasselman, Joel (* 1993), neuseeländischer Eishockeytorwart
- Hasselman, Johannes Jerphaas (1815–1895), niederländischer Kolonialbeamter und Politiker
- Hasselmann, Beate (* 1946), deutsche Esoterik-Autorin
- Haßelmann, Britta (* 1961), deutsche Politikerin (Bündnis 90/Die Grünen), MdBBritta Haßelmann (* 1961)

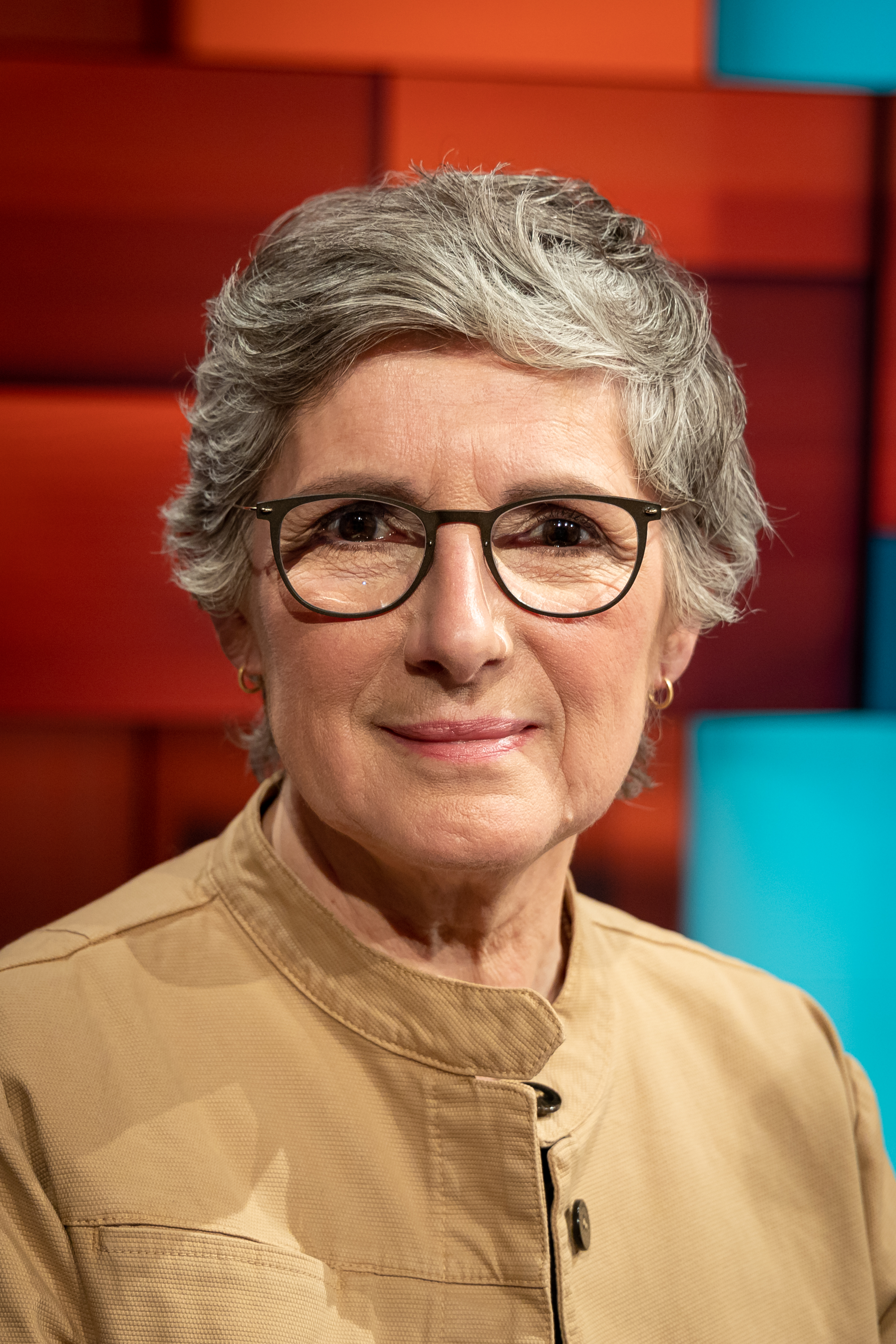
Britta Haßelmann (* 1961)

- Hasselmann, Carl Max (1897–1973), deutscher Dermatologe
- Hasselmann, Charlotte (1878–1965), dänische Malerin
- Hasselmann, Erwin (1903–1994), deutscher Volkswirt, Genossenschafter und Publizist
- Hasselmann, Friedrich Franz (1713–1784), deutscher evangelisch-lutherischer Geistlicher, Generalsuperintendent des herzoglichen Anteils von Holstein
- Hasselmann, Hermann († 1920), deutscher Pilot
- Hasselmann, Karl (1883–1966), deutscher Kameramann
- Hasselmann, Karl (1898–1975), evangelischer Theologe und Landespropst
- Hasselmann, Karl Friedrich Christian (1794–1882), deutscher Pfarrer und Politiker
- Hasselmann, Klaus (* 1931), deutscher Klimaforscher, Meteorologe und Ozeanologe
- Hasselmann, Martin (* 1972), deutscher Biologe und Hochschullehrer
- Hasselmann, Niels (* 1936), deutscher evangelisch-lutherischer Theologe
- Hasselmann, Nina (* 1986), deutsche Hockeyspielerin
- Hasselmann, Silke (* 1965), deutsche Journalistin
- Hasselmann, Silke (* 1977), deutsche Fußballspielerin
- Hasselmann, Wilfried (1924–2003), deutscher Landwirt und Politiker (CDU), MdLWilfried Hasselmann (1924–2003)

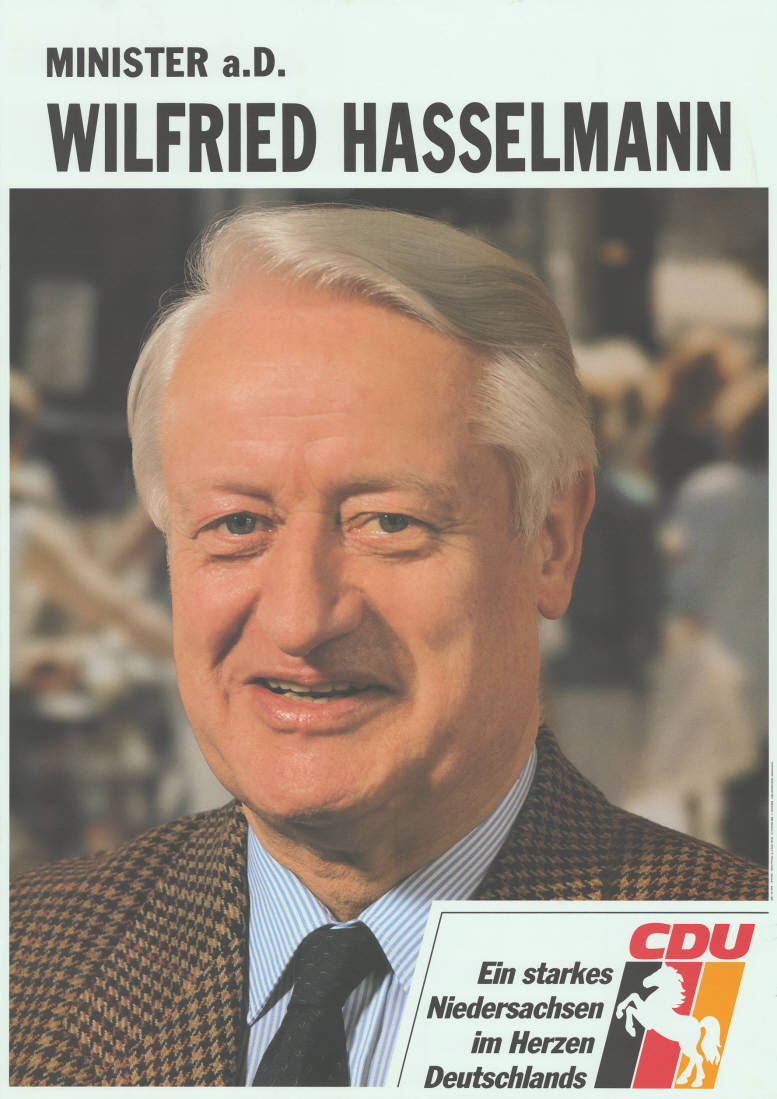
Wilfried Hasselmann (1924–2003)

- Hasselmann, Wilhelm (1844–1916), deutscher Politiker (ADAV, SPD), MdR
- Hasselmann, Wolfgang (1924–2008), deutscher Pilot, Architekt, Numismatiker, Fachbuchautor und Herausgeber
- Hasselmans, Alphonse (1845–1912), französisch-belgischer Harfenist, Komponist und Pädagoge
- Hasselmans, Marguerite (1876–1947), französische Pianistin
- Hasseln-Grindel, Sigrun von (* 1952), deutsche Richterin, Begründerin der Rechtspädagogik
- Hasselquist, Fredrik (1722–1752), schwedischer Naturforscher und Botaniker
- Hasselquist, Jenny (1894–1978), schwedische Tänzerin und Schauspielerin
- Hasselriis, Louis (1844–1912), dänischer Bildhauer
- Hasselrot, Bengt (1910–1974), schwedischer Romanist
- Hasselsteen, Inge, dänische Badmintonspielerin
- Hasselström, Lena (* 1972), schwedische Orientierungssportlerin
- Hasselt, Alexander Willem Michiel van (1814–1902), niederländischer Arzt, Naturforscher und Toxikologe
- Hasselt, André Henri Constant van (1806–1874), belgischer Chronist und Dichter
- Hasselt, Bertha van (1878–1932), niederländische Malerin
- Hasselt, Johan Coenraad van (1797–1823), niederländischer Arzt und Naturforscher
- Hasselt, Margot van (1879–1935), niederländische Porträt- und Stilllebenmalerin
- Hasselt, Tom van (* 1978), deutscher Klavierkabarettist
- Hasselt, Vera van (1924–2014), niederländische Bildhauerin, Medailleurin und Zeichnerin
- Hasselt-Barth, Anna Maria Wilhelmine van (1813–1881), deutsche Opernsängerin (Sopran)
- Hasselt-Barth, Johanna van (1841–1918), deutsche Opernsängerin (Sopran)
- Hasselwander, Albert (1877–1954), deutscher Mediziner

#### Hassem
- Hassemeier, Marcel (* 1990), deutscher Rettungssportler
- Hassemer, Franz-Josef (1840–1909), italienischer Bankier
- Hassemer, Michael (* 1966), deutscher Rechtswissenschaftler und Hochschullehrer
- Hassemer, Raimund (* 1948), deutscher Rechtswissenschaftler
- Hassemer, Volker (* 1944), deutscher Jurist und Politiker (CDU), MdAVolker Hassemer (* 1944)

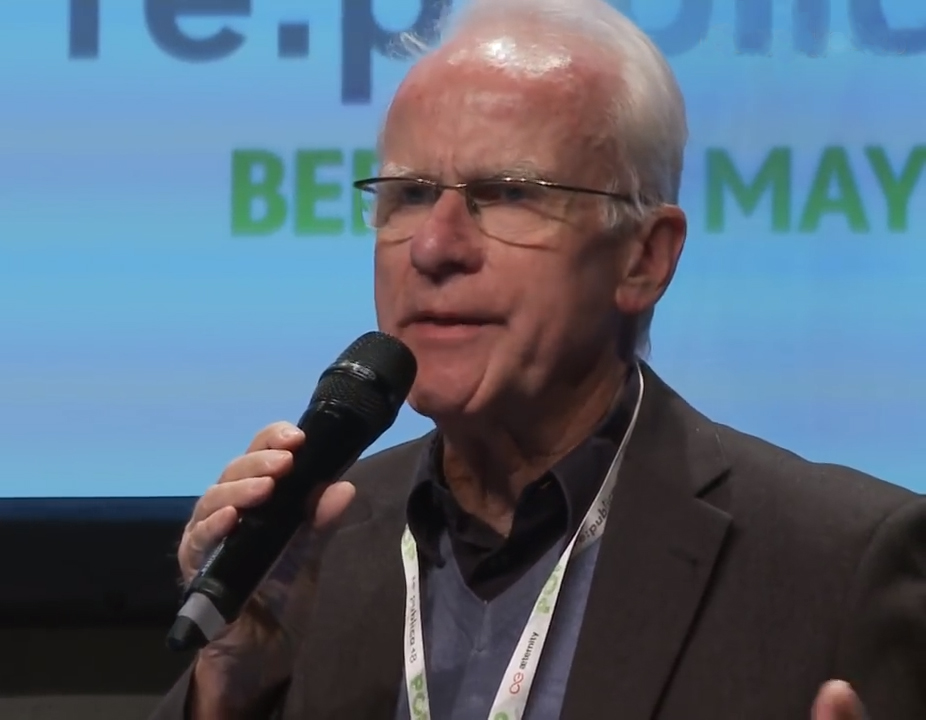
Volker Hassemer (* 1944)

- Hassemer, Winfried (1940–2014), deutscher Strafrechtswissenschaftler, Vizepräsident des Bundesverfassungsgerichts

#### Hassen
- Hassen, Martin (1677–1750), deutscher Ethnologe und Diplomat
- Hassen, Mouez (* 1995), französisch-tunesischer Fußballtorhüter
- Hassenberg, Hieronymus († 1743), norddeutscher Bildhauer des Barock
- Hassencamp, Ernst (1824–1881), deutscher Apotheker, Fossiliensammler, Geologe und Paläontologe
- Hassencamp, Eva (1920–2012), deutsche Regisseurin, Autorin, Filmproduzentin und Moderatorin
- Hassencamp, Johann Matthäus (1748–1797), deutscher evangelischer Theologe, Orientalist und Mathematiker
- Hassencamp, Oliver (1921–1988), deutscher Kabarettist, Schauspieler und Schriftsteller
- Hassencamp, Robert (1848–1902), deutscher Pädagoge und wissenschaftlicher Autor
- Hassenforder, Roger (1930–2021), französischer Radrennfahrer
- Hassenfratz, Felix (* 1981), deutscher Filmregisseur und Drehbuchautor
- Hassenfratz, Jean-Henri (1755–1827), französischer Mineraloge, Physiker, Chemiker und Politiker
- Haßenkamp, Friedrich Wilhelm (1817–1897), Mitglied des Preußischen Abgeordnetenhauses und des Kurhessischen Kommunallandtages
- Hassenkamp, Heinrich Gustav (1846–1895), Mitglied des Provinziallandtages der Provinz Hessen-Nassau
- Hassenkamp, Hermann (1857–1933), deutscher Verwaltungsbeamter und Parlamentarier
- Hassenmüller, Heidi (* 1941), deutsche Autorin für Jugendbücher
- Hassenpflug, Amalie (1800–1871), deutsche Schriftstellerin und Freundin von Annette von Droste-Hülshoff
- Hassenpflug, Arno (1907–1954), deutscher Schauspieler bei Bühne und Film
- Hassenpflug, Dieter (* 1946), deutscher Soziologe
- Hassenpflug, Gustav (1907–1977), deutscher Architekt, Designer und Hochschullehrer
- Hassenpflug, Helwig (1936–2025), deutscher Verleger und Herausgeber
- Hassenpflug, Jeanette (1791–1860), deutsche Märchenerzählerin
- Hassenpflug, Johannes (1755–1834), hessischer Verwaltungsbeamter
- Hassenpflug, Karl (1824–1890), deutscher Bildhauer
- Hassenpflug, Ludwig (1794–1862), kurhessischer Jurist und Politiker
- Hassenpflug, Marie (1788–1856), deutsche MärchenerzählerinMarie Hassenpflug (1788–1856)

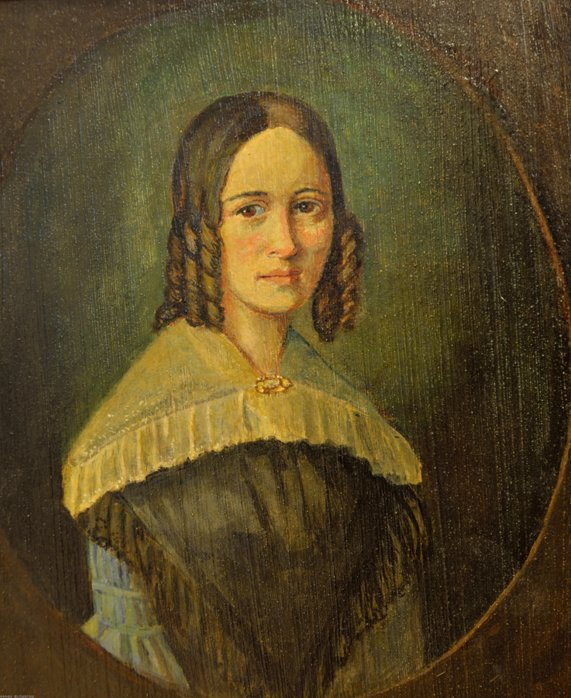
Marie Hassenpflug (1788–1856)

- Hassenpflug, Peter (* 1962), deutscher Volleyballspieler
- Hassenpflug, Walter (1855–1921), Kurator der Universität Marburg, Mitglied des Provinziallandtages der Provinz Hessen-Nassau
- Hassenpflug, Werner (1901–1976), deutscher Ministerialbeamter und Eisenbahner
- Hassenstein, Bernhard (1922–2016), deutscher Verhaltensbiologe
- Hassenstein, Bruno (1839–1902), deutscher Kartograph
- Hassenstein, Christian (* 1960), deutscher Jazzmusiker (Gitarre)
- Hassenstein, Erich (1894–1945), deutscher Offizier, zuletzt Generalmajor im Zweiten Weltkrieg
- Hassenstein, Otto (1837–1915), deutscher Oberlandesgerichtspräsident und Jurist
- Hassenstein, W. P. (* 1938), deutscher Kameramann
- Hassenteufel, Hans (1887–1943), deutscher Porträt- und Aktmaler
- Hassenzahl, Marc (* 1969), deutscher Psychologe und Hochschullehrer

#### Hassep
- Hassepaß, Oda (* 1974), deutsche Wirtschaftswissenschaftlerin und Politikerin (Bündnis 90/Die Grünen), MdAOda Hassepaß (* 1974)

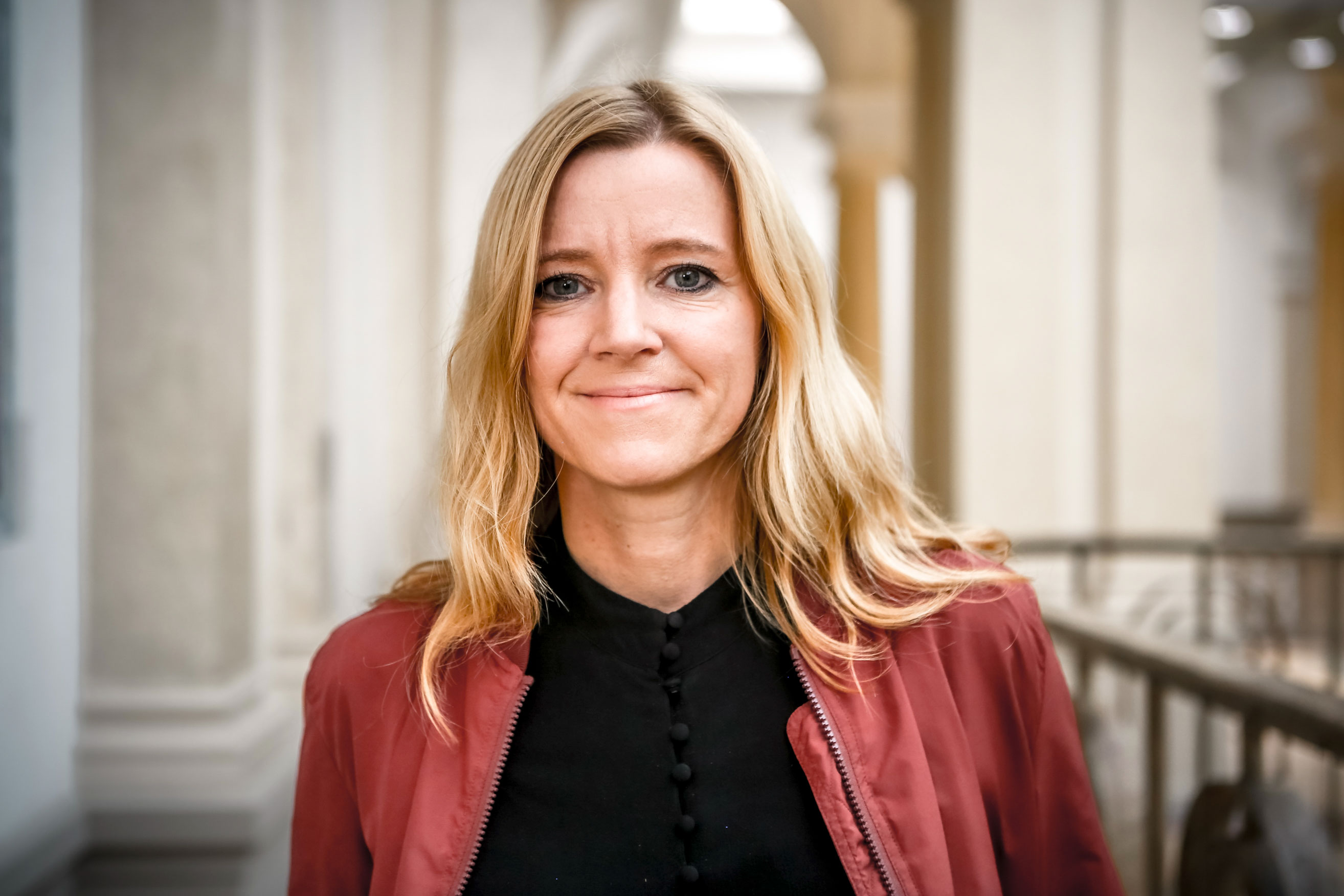
Oda Hassepaß (* 1974)

#### Hasser
- Hassert, Kurt (1868–1947), deutscher Geograf und Hochschullehrer
- Hassert, Mario (* 1964), deutscher Schauspieler, DJ, Videojockey und Synchronsprecher

#### Hasset
- Hassett, Betsy (* 1990), neuseeländische Fußballspielerin
- Hassett, Gavin (* 1973), kanadischer Ruderer
- Hassett, Marilyn (* 1947), US-amerikanische Schauspielerin

### Hassf
- Haßfurther, Hans (* 1881), deutscher Offizier
- Haßfurther, Nils (* 1999), deutscher Basketballspieler

### Hassi
- Hässi, Gabriel († 1565), katholischer Landammann von Glarus
- Hässi, Gabriel († 1729), Schweizer Offizier
- Hassi, Juuso (* 1993), finnischer Leichtathlet
- Hässi, Melchior, Schweizer Politiker, Landammann von Glarus
- Hassi, Satu (* 1951), finnische Politikerin, Mitglied des Reichstags, MdEP
- Hassid, Josef (1923–1950), polnischer Violinist
- Hassid, William Z. († 1974), US-amerikanischer Biochemiker
- Hässig Vinzens, Kornelia (* 1967), Schweizer Politikerin (SP)
- Hässig, August (1883–1960), deutscher Landwirt und Politiker (SPD)
- Hässig, Hans (1860–1936), Schweizer Politiker (FDP)
- Hässig, Lukas (* 1964), Schweizer Wirtschaftsjournalist und Autor
- Hässig, Patrick (* 1979), Schweizer Moderator und PolitikerPatrick Hässig (* 1979)

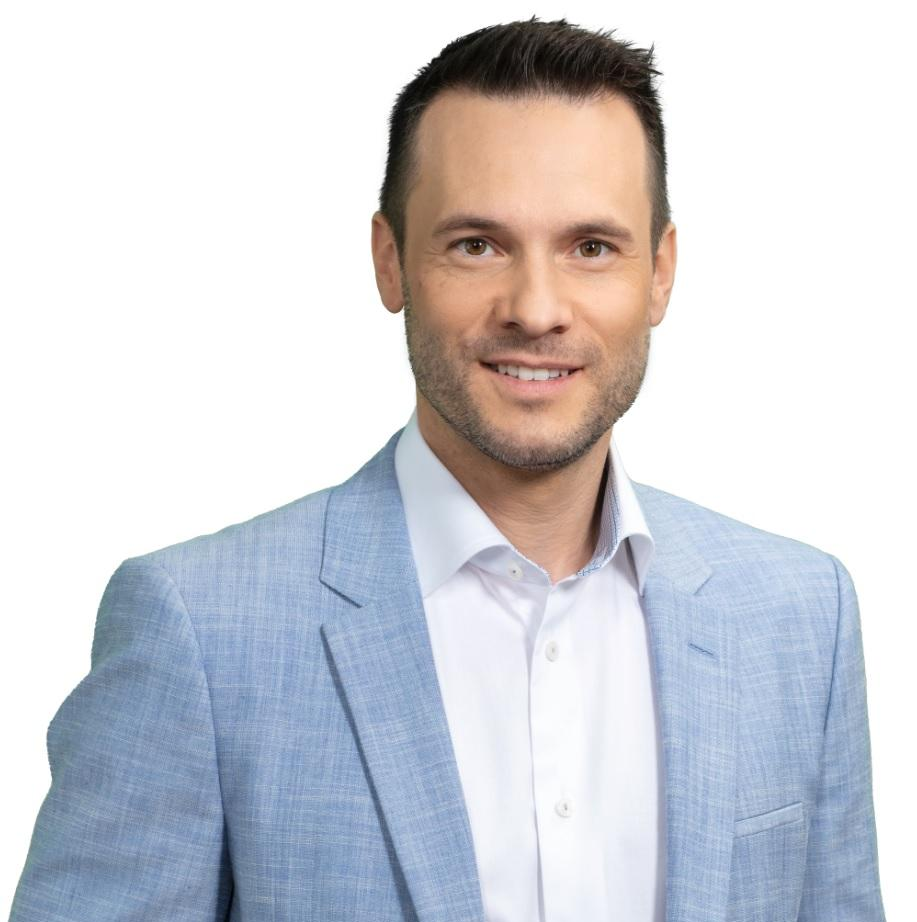
Patrick Hässig (* 1979)

- Haššík, Štefan (1898–1985), slowakischer Politiker
- Hassinen, Pirjo (* 1957), finnische Schriftstellerin
- Hassing, Anne Louise (* 1967), dänische Schauspielerin
- Hassinger, Elena (* 1982), deutsche Physikerin und Hochschullehrerin
- Hassinger, Erich (1907–1992), deutsch-österreichischer Historiker und Archivar
- Hassinger, Herbert (1910–1992), österreichischer Historiker
- Hassinger, Hugo (1877–1952), österreichischer Geograph
- Hassinger, Sabine (* 1958), deutsche Autorin
- Hassink, Arie (* 1950), niederländischer Radrennfahrer
- Hassink, Arne (* 1984), niederländischer Straßenradrennfahrer
- Hassio, ostsächsischer König

### Hassk
- Haßkamp, Josef (1874–1946), deutscher Politiker (Zentrum)
- Haßkarl, Justus Karl (1811–1894), deutscher Reisender und Naturforscher
- Haßkerl, Heide (* 1960), deutsche Schriftstellerin, Publizistin und bildende Künstlerin

### Hassl
- Hasslacher, Brosl (1941–2005), US-amerikanischer Physiker
- Hasslacher, Franz Carl (1805–1881), preußischer Landrat und Polizeidirektor
- Haßlacher, Johann Jacob (1869–1940), deutscher Politiker (DNVP), MdR
- Haßlacher, Peter (1810–1876), deutscher Jesuit, Volksmissionar
- Haßlberger, Bernhard (* 1946), deutscher Geistlicher, Weihbischof in München und Freising
- Haßlberger, Thomas (* 1964), deutscher Skispringer
- Hassle, Erik (* 1988), schwedischer Sänger und Songwriter
- Häßle, Lilith (* 1991), deutsche Schauspielerin und Hörspielsprecherin
- Häßlein, Johann Heinrich (1737–1796), deutscher Sprachforscher
- Häßlein, Ludwig (1906–1979), deutscher Lehrer, Malakozoologe und Archivar
- Häßler, Achim (* 1953), deutscher Physiker und Politiker (FDP), MdL
- Hassler, Albert (1903–1994), französischer Eishockeyspieler und Eisschnellläufer
- Hassler, Bruno, deutscher Behindertensportler
- Haßler, Caspar (1562–1618), deutscher Organist der späten Renaissance
- Hassler, Dominic (* 1981), österreichischer Fußballspieler
- Hassler, Emil (1864–1937), Schweizer Arzt, Naturforscher und Botaniker
- Häßler, Erich (1899–2005), deutscher Kindermediziner
- Hassler, Ernst (1922–2003), deutscher Autor
- Häßler, Eugen (1909–1976), deutscher Ringer
- Hassler, Ferdinand Rudolph (1770–1843), Schweizer Geodät und Leiter der US-amerikanischen Küstenvermessung
- Hassler, Florian (* 1977), deutscher Politiker (Bündnis 90/Die Grünen)
- Haßler, Gerd von (1928–1989), deutscher Autor, Regisseur, Hörspielsprecher, Komponist, Journalist und Produzent
- Haßler, Gerda (* 1953), deutsche Sprachwissenschaftlerin und Romanistin
- Hassler, Hans (* 1945), Schweizer Akkordeonist
- Haßler, Hans Leo († 1612), deutscher KomponistHans Leo Haßler († 1612)

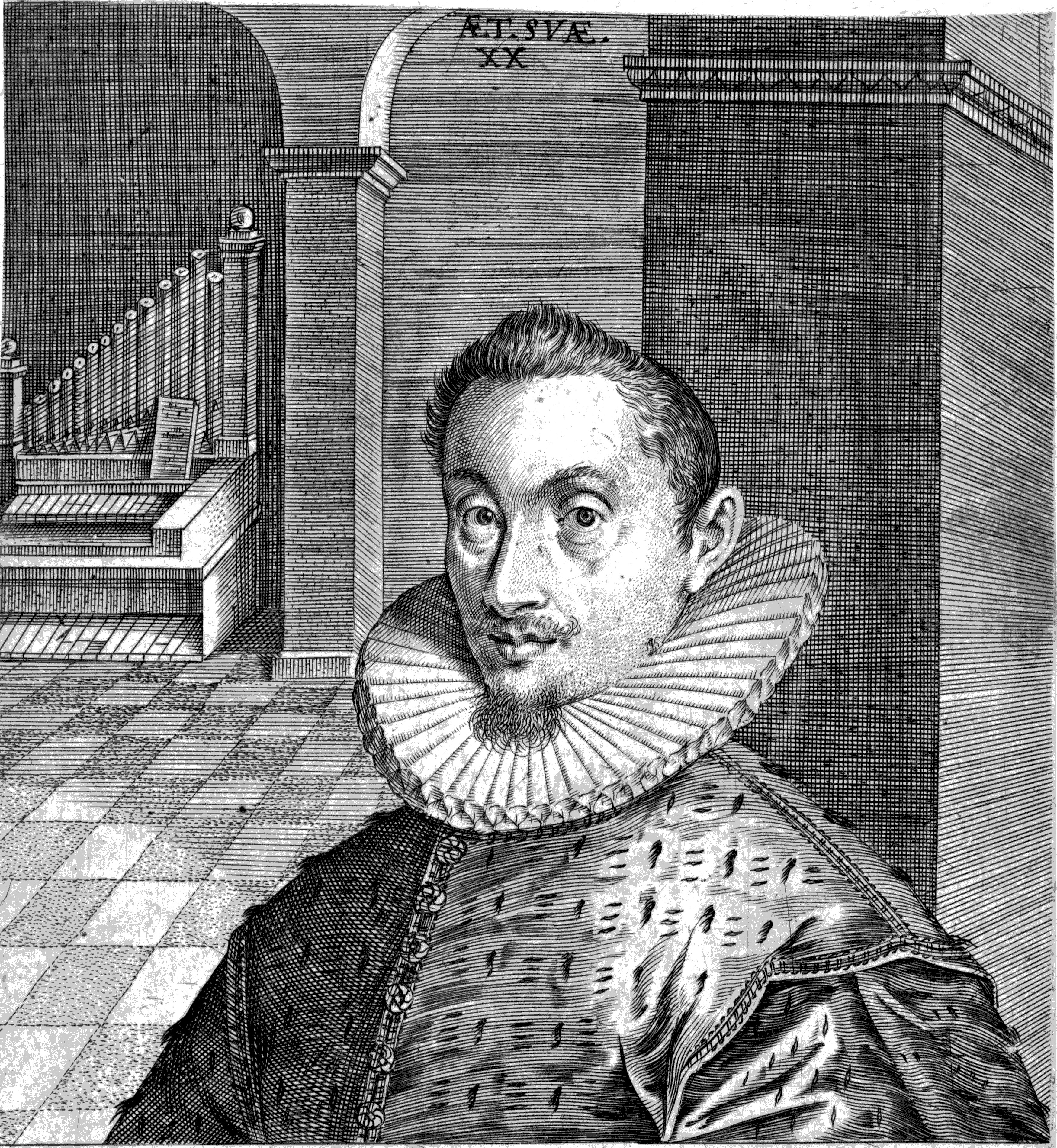
Hans Leo Haßler († 1612)

- Häßler, Hans-Jürgen (1939–2011), deutscher Prähistoriker und Stifter
- Hassler, Hansjörg (* 1953), Schweizer Politiker
- Hassler, Heinz († 1986), liechtensteinischer Polizeioberleutnant und Leiter der liechtensteinischen Fahndungspolizei
- Hassler, Irací (* 1990), chilenische Politikerin, Bürgermeisterin von Santiago
- Haßler, Isaak, deutscher Organist und Steinschneider
- Haßler, Jakob, deutscher Komponist
- Haßler, Johann (1906–1983), deutscher SS-Hauptscharführer
- Häßler, Johann Wilhelm (1747–1822), deutscher Komponist und Organist
- Hassler, Julia (* 1993), liechtensteinische Schwimmerin
- Hassler, Jürg (* 1938), Schweizer Fotograf, Bildhauer, Drehbuchautor, Filmregisseur, Kameramann und Filmeditor
- Haßler, Jürgen (* 1960), deutscher Set- und Bühnenbilddesigner
- Häßler, Karl (1849–1914), deutscher Pädagoge, Kapellmeister und Komponist
- Hassler, Kenneth W. (1932–1999), amerikanischer Science-Fiction-Autor
- Häßler, Klaus (1935–2008), deutscher Politiker (DDR-CDU, CDU), MdL
- Haßler, Konrad Dietrich (1803–1873), deutscher Lehrer, Orientalist, Philologe, Politiker und Denkmalpfleger
- Hassler, Leopold (1792–1851), österreichischer Historiker
- Hassler, Luca (* 2003), österreichischer Fußballspieler
- Haßler, Ludwig Anton (1755–1825), deutscher katholischer Theologe
- Hassler, Nicole (1941–1996), französische Eiskunstläuferin
- Hassler, Oliver (* 1988), deutscher Ringer
- Hassler, Otto (1843–1896), deutscher katholischer und später christkatholischer Geistlicher und Theologe
- Hassler, Silke (* 1969), österreichische Schriftstellerin
- Hassler, Stefan (* 1969), liechtensteinischer Fussballspieler
- Haßler, Theodor von (1828–1901), Ingenieur, Unternehmensleiter und industrieller Interessenvertreter
- Häßler, Thomas (* 1966), deutscher Fußballspieler und -trainerThomas Häßler (* 1966)

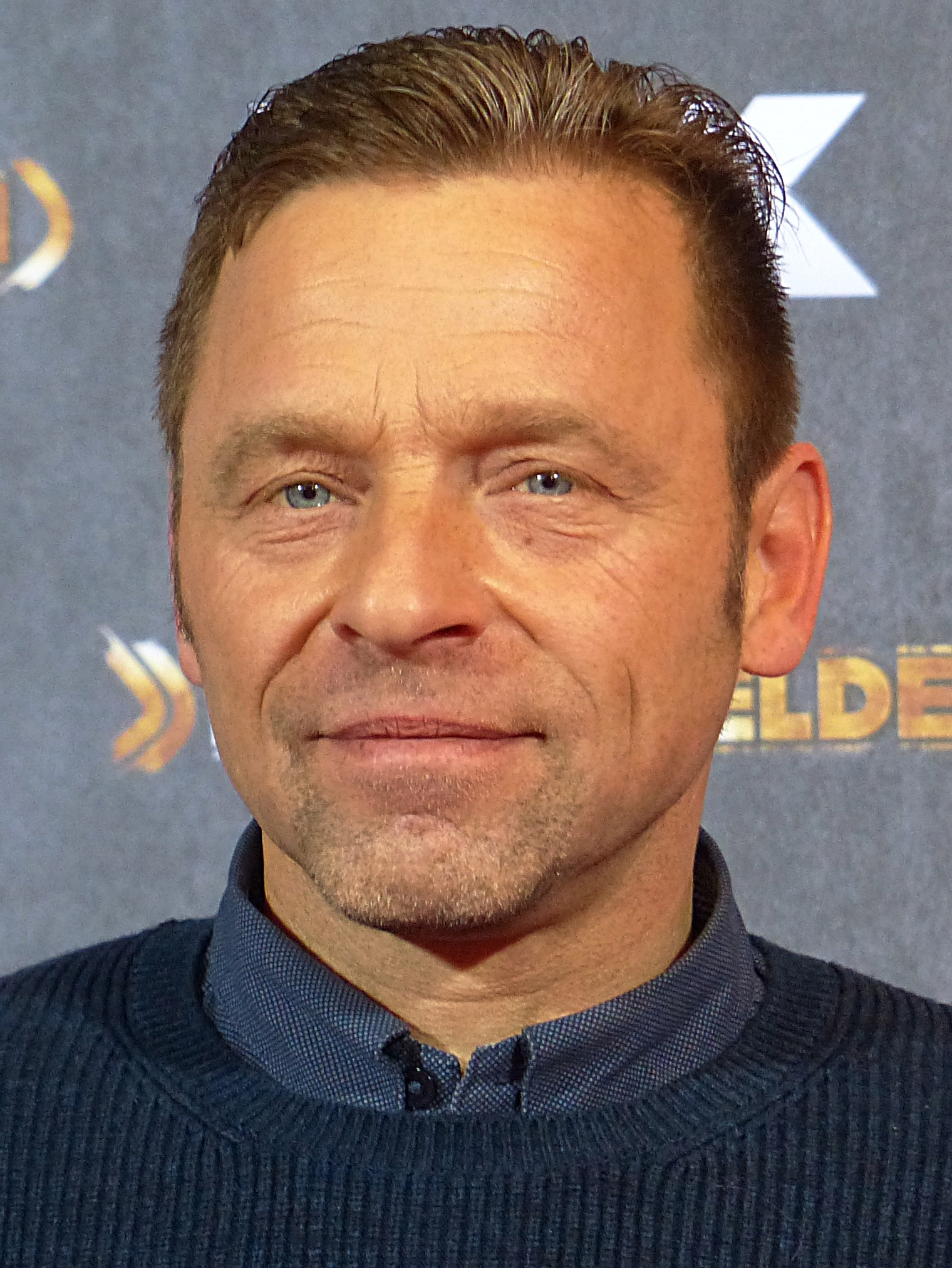
Thomas Häßler (* 1966)

- Hassler, Uta (* 1950), deutsche Architekturtheoretikerin
- Hässler, Uwe (1938–2024), deutscher Maler, Graphiker und Bildhauer
- Hassler, Uwe (* 1963), deutscher Ökonom und Statistiker
- Hassler-Gerner, Ingrid (* 1947), liechtensteinische Finanzberaterin und Politikerin
- Hassli, Éric (* 1981), französischer Fußballspieler
- Hasslinger von Hassingen, Johann (1822–1898), österreichischer Komponist und Organist
- Haßlinger, Horst (* 1943), deutscher Leichtathlet
- Hasslinger, Ronja Mila (* 2001), Schweizer Schauspielerin, Musicaldarstellerin und Sprecherin
- Haßloch, Christiane Magdalena Elisabeth (1764–1820), deutsche Schauspielerin und Opernsängerin (Koloratursopran)
- Haßloch, Eduard (1887–1944), deutscher Mundartdichter und Dramatiker
- Haßloch, Karl († 1829), deutscher Theaterschauspieler und Opernsänger (Tenor, Bass und Bariton), Komponist, Kapellmeister, Opernregisseur, Theaterleiter und Librettist
- Haßlocher, Johann Adam (1645–1726), deutscher lutherischer Geistlicher und Kirchenlieddichter
- Hasslocher, Johann Benjamin von (1704–1771), königlich preußischer Oberst und Chef des Garnisons-Regiment Nr. 5
- Haßlwander, Friedrich (1840–1914), österreichischer Maler, Kunstlehrer und Schriftsteller
- Haßlwander, Jolanthe (1905–1997), österreichische Lehrerin, Schriftstellerin und Illustratorin
- Haßlwander, Joseph (1812–1878), österreichischer Maler
- Haßlwanter, Johann (1805–1869), österreichischer Jurist und konservativer Politiker, Landtagsabgeordneter

### Hassm
- Haßmann, Edgar (1884–1919), evangelisch-lutherischer Pastor, Märtyrer in Lettland
- Hassmann, Eva (* 1972), deutsche Schauspielerin
- Haßmann, Felix (* 1986), deutscher SpringreiterFelix Haßmann (* 1986)

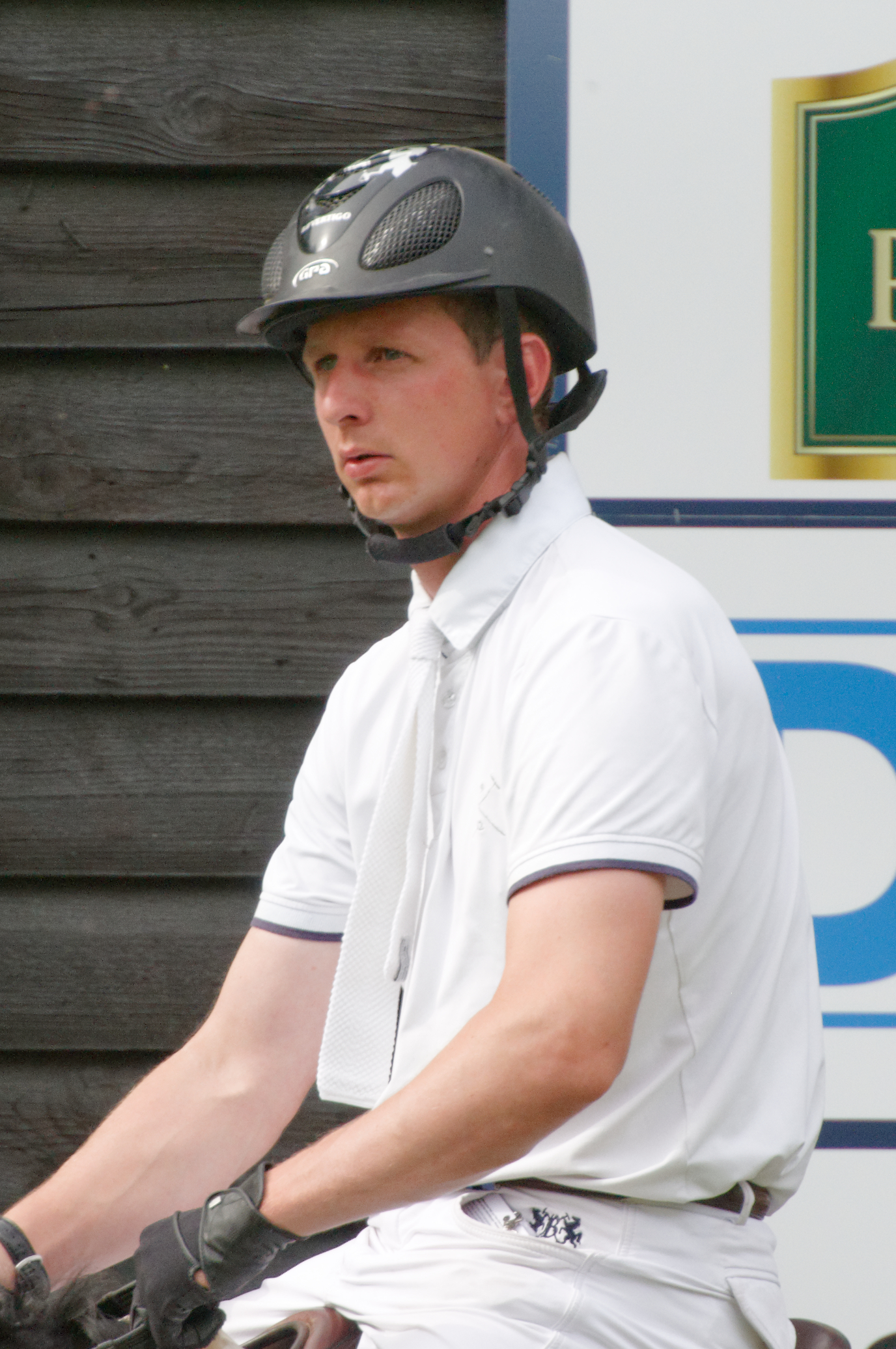
Felix Haßmann (* 1986)

- Haßmann, Henning (* 1963), deutscher Archäologe
- Hassmann, Josef (1910–1969), österreichischer Fußballspieler
- Hassmann, Karl Ludwig (1869–1933), österreichischer Historienmaler und Karikaturist
- Haßmann, Michael (* 1992), deutscher Volleyballspieler
- Hassmann, Theodor (1825–1894), deutsch-böhmischer Rechtsanwalt und Politiker
- Haßmann, Toni (* 1975), deutscher SpringreiterToni Haßmann (* 1975)

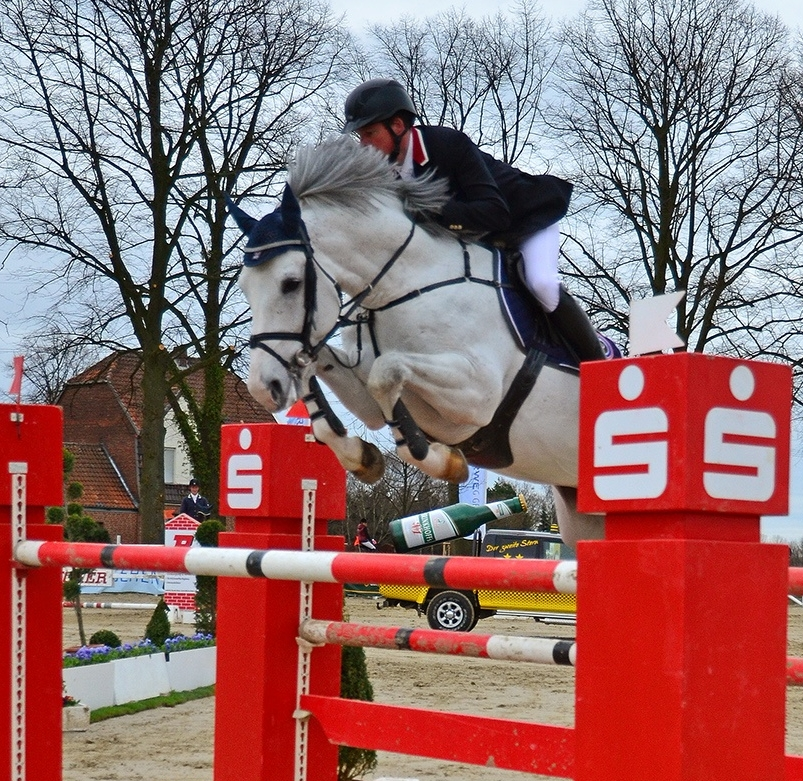
Toni Haßmann (* 1975)

- Haßmann, Walter (* 1957), deutscher Diplomat

### Hassn
- Hassner, Pierre (1933–2018), französischer Politologe, politischer Philosoph und Experte für internationale Beziehungen

### Hasso
- Hasso von Wedel-Falkenburg († 1378), Hofmeister der Mark Brandenburg und der Lausitz.
- Hasso von Wedel-Polzin († 1353), Vogt in der Neumark
- Hasso von Wedel-Schivelbein, Vogt der Neumark
- Hasso von Wedel-Uchtenhagen († 1364), Vogt der Neumark
- Hasso von Wedel-Uchtenhagen, Vogt der Neumark
- Hasso, Harry (1904–1984), deutsch-schwedischer Kameramann und Filmregisseur
- Hasso, Signe (1915–2002), schwedisch-US-amerikanische Schauspielerin
- Hassold, Fritz (1894–1945), tschechoslowakischer Rechtsanwalt und Abgeordneter der Deutschen Nationalpartei im Prager Parlament
- Hasson, Christopher Paul, Leutnant der US-Küstenwache
- Hasson, Esther (1867–1942), US-amerikanische Krankenschwester und Superintendent des United States Navy Nurse Corps
- Hasson, Israel (* 1955), israelischer Politiker der zionistisch-nationalistischen Partei Jisra’el Beitenu
- Hasson, Maddie (* 1995), US-amerikanische Schauspielerin
- Hasson, Uri (* 1972), israelisch-amerikanischer Neurowissenschaftler
- Hasson, Yoel (* 1972), israelischer Politiker
- Hassoun, Abdullah (* 1997), saudi-arabischer Fußballspieler
- Hassoun, Ali (* 1964), italienisch-libanesischer Maler
- Hassouna, Fatima († 2025), palästinensische Fotojournalistin
- Hassouni, Ayman El (* 1995), marokkanischer Fußballspieler

### Hassr
- Haßreiter, Joseph (1845–1940), österreichischer Tänzer und Choreograf

### Hassu
- Hassun, Ahmad Badr ad-Din (* 1949), syrischer Rechtsgelehrter, Großmufti von SyrienAhmad Badr ad-Din Hassun (* 1949)

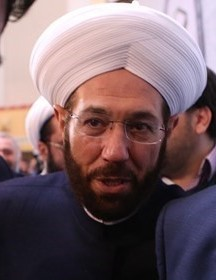
Ahmad Badr ad-Din Hassun (* 1949)

- Hassuna, Abdel Khaliq (1898–1992), ägyptischer Politiker
- Hassunian, Andon Bedros IX. (1809–1884), Patriarch von Kilikien der Armenisch-katholischen Kirche und Kardinal der römischen Kirche

### Hassw
- Hasswani, Sandhya (* 1987), deutsche Schriftstellerin

### Hassy
- Hässy, Günter (1944–2007), deutscher Musiker, Dirigent, Komponist und Musikpädagoge